# Sport à la télévision en France
 (19 janvier 2022).
Les événements sportifs sont les principaux garants d'audience pour les chaînes de télévision en France. Pour certaines chaînes, il est vital de proposer des contenus sportifs dans leur offre.
Cette page recense les diffuseurs des épreuves sportives à la télévision en France. Certains événements considérés comme importants ne peuvent être diffusés par une chaîne payante : il s'agit des évènements sportifs d'importance majeure.

## Historique

### Le sport à la télévision à l'époque du monopole public
La télévision demeure un monopole public jusqu'en 1984. Malgré l'éclatement de l'ORTF décidé par le président Valéry Giscard d'Estaing en 1974, la télévision reste détenue par l'État. La concurrence entre les trois chaines publiques (TF1, Antenne 2 et FR3) existe mais la négociation des droits sportifs ne revêt pas à cette époque d'un enjeu majeur. Certaines tendances semblent se dessiner : le « domaine réservé » que constitue le football pour TF1 à partir du début des années 1980 ou le fait qu'Antenne 2 fasse du rugby son pré-carré.
En 1984, un accord entre la Haute-Autorité et TF1 accorde l'exclusivité du football à TF1 et officialise le transfert de Thierry Roland et Jean-Michel Larqué d'Antenne 2 à TF1. La création du Multi-foot sur TF1 pour la couverture du championnat de France de première division (l'équivalent de la Ligue 1) s'inscrit dans le prolongement de la création de Télé-foot en 1977.

### Intensification progressive de la concurrence dans les années 1980

#### Arrivée de Canal+, pionnière des chaînes à péage en 1984

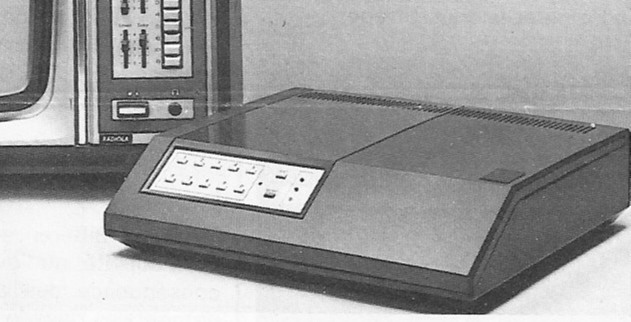
Le décodeur Discret 11 utilisé par Canal+ à son lancement en 1984.

Par décision du président François Mitterrand, la création de Canal+ marque la fin du monopole de l'État sur la télévision. Devant 186 000 abonnés, André Rousselet lance la chaîne le 4 novembre 1984. La chaîne bouleverse le paysage audiovisuel français et notamment la diffusion d'événements sportifs en proposant à ses abonnés des sports très peu couverts alors par les chaînes publiques (boxe, basket-ball, golf...). Canal+ propose aussi à ses abonnés des sports plus populaires, à commencer par le football dont la diffusion démarre le 11 novembre 1984 avec le match Nantes – Monaco du championnat de France. Canal+ révolutionne la retransmission d'événements sportifs en proposant à ses abonnés plusieurs innovations : prise d'antenne bien avant le début de l'événement pour diffuser des avants-matchs, déploiement d'un nombre bien supérieur de caméras pour améliorer la réalisation, interviews de joueurs à la mi-temps, etc. ce qui apporte une immersion dans la vie du telespectateur.

#### De nouvelles chaînes privées gratuites et privatisation de TF1 (1985-1987)
Le 16 janvier 1985, François Mitterrand lance l'idée d'un « espace de liberté supplémentaire », à savoir l'arrivée prochaine de nouvelles chaînes de télévisions. Le ministre de la Communication, Georges Filioud, entérine au milieu de l'année 1985 la création de deux nouvelles chaînes privées, gratuites cette fois (au contraire de Canal+) qui doivent être en opération début-1986. Le gouvernement décide de hâter la mise en œuvre du projet dans l'optique des élections législatives de 1986 dont on prévoit qu'elles ramènent la gauche dans l'opposition. Cette annonce a un effet dévastateur sur Canal+ dont l'attrait pour les téléspectateurs s'effondre du fait de l'irruption prévue de deux nouvelles chaînes. La Cinq, chaîne généraliste privée détenue par un consortium mené par Jérôme Seydoux et Silvio Berlusconi commence à émettre le 20 février 1986. La chaîne se place dans une concurrence frontale face à TF1 et Antenne 2 dont elle débauche plusieurs animateurs et journalistes stars. L'autre chaîne, TV6 (qui est remplacée par M6 dès 1987) est une chaîne musicale qui ne propose pas de retransmission ou magazine sportif.
L'alternance politique qui naît des élections législatives de 1986 bouleverse plus encore le paysage audiovisuel français. Le gouvernement mené par Jacques Chirac décide de privatiser une des trois grandes chaînes de télévisions détenues par l'État. Alors que FR3 était initialement pressentie, c'est finalement TF1 qui est privatisée en avril 1987 contre un chèque de 3 milliards de francs remis par Francis Bouygues qui mène le consortium repreneur de la chaîne.
Les mutations des années 1986-1987 amènent à un contexte de concurrence intense entre les nouveaux acteurs de la télévisions gratuite que sont TF1 et La Cinq. Le service public, recentré sur Antenne 2 et FR3, reste en marge de ce mouvement (même si Antenne 2 récupère la diffusion exclusive du Tournoi de Roland Garros). Le sport devient un enjeu majeur en termes d'image et d'audience, et TF1 comme La Cinq ne cessent de rivaliser sur ce terrain. La diffusion du match Bordeaux–Leipzig le 22 avril 1987 par La Cinq pour 4 millions de francs constitue un acte fondateur de la rivalité entre les deux chaînes. Reprise successivement par Robert Hersant puis Jean-Luc Lagardère, La Cinq arrache à TF1 en 1990 les droits des Grand Prix de Formule 1 dont elle propose une couverture importante (essais libres, qualifications...) ainsi que de plusieurs autres droits majeurs de sports mécaniques (Paris-Dakar, Grand Prix de Pau...). La diffusion de retransmissions sportives constitue d'ailleurs l'un des seuls succès d'audience de La Cinq dont la situation financière se dégrade rapidement, la plaçant en situation de faillite fin-1991. La chaîne cesse d'émettre le 12 avril 1992.
De leur côté, Canal+ et TF1 renouvellent leurs accords avec la Ligue nationale de football pour la diffusion du championnat de France et de Télé-foot sur TF1. Les droits connaissent une inflation soutenue : Canal+ débourse entre 2 et 3 millions de francs par match du championnat de France, tandis que les droits de diffusion des matches de l'équipe de France de football passent à 6 ou 7 millions de francs du fait de la concurrence entre TF1 et La Cinq.

#### De nouveaux modes de diffusion (1988-1992)
L'échec du Plan Câble en France laisse à Canal+ un monopole quasi-intégral sur la télévision à péage jusqu'à l'orée des années 1990. Le lancement de la télévision par satellite à la fin des années 1980 laisse entrevoir la possibilité d'une concurrence. Le lancement par l'UER du groupement Eurosport, issu d'un partenariat entre TF1 (France) et Sky Television (Royaume-Uni) ébauche une esquisse de concurrence pour Canal+. La fusion entre TV Sport, chaîne sportive diffusée sur le câble, et Eurosport en 1991 permet à Canal+ de détenir 50 % du capital de la version française d'Eurosport au côté de TF1. De plus, le groupe Canal+ lance le bouquet Canal Satellite en 1992 sur lequel est diffusé Eurosport. La concurrence demeure donc limitée au début des années 1990 pour la télévision à péage dont Canal+ (à travers sa chaîne hertzienne et ses offres satellites) détient un quasi-monopole.
La disparition de La Cinq en 1992 et la faiblesse du service public autour d'Antenne 2 et FR3 avant la constitution de France Télévision permet à TF1 (pour la télévision gratuite) et Canal+ (pour la télévision payante) de bénéficier d'une position confortable pour la négociation des droits sportifs.

### Continuité et multiplication des acteurs au cours des années 1990

#### Tendances observées au cours de la décennie
Au cours des années 1990 les grands événements sportifs mondiaux ne font pas encore l'objet de contrat d'exclusivité, à commencer par la Coupe du monde de football (ou encore le Championnat d'Europe) partagée entre TF1 et France Télévision pour les éditions 1994 et 1998. Seule exception : la Coupe du monde de rugby qui, après une première édition diffusée par Antenne 2 en 1987, devient la chasse gardée de TF1 qui en est le diffuseur exclusif (pour la télévision gratuite) tout au long des années 1990 (éditions 1991, 1995 et 1999). L'édition 1999 sera cependant partagée avec Canal+, TF1 conservant l'intégralité des phases finales. M6 propose extrêmement peu d'événements sportifs dans sa grille de programme malgré son caractère généraliste. La seule exception réside dans un certain nombre de courses de moto à partir de 1993 (contrat d'ailleurs abandonné en 2000 au profit de France Télévisions ou de TF1 et de C8 depuis 2001).
Concernant le football, TF1 offre tout au long des années 1990 une couverture très importante au football notamment avec la diffusion régulière de rencontres de la Coupe de France, de la Ligue des champions ou de la Coupe de l'UEFA. Téléfoot demeure l'un des piliers de l'offre sportive de la chaîne tout au long de la décennie. France Télévision demeure un acteur secondaire sur le football mais ravit à TF1 les droits de diffusion de la Coupe de la Ligue à partir de 1997. Canal+ demeure jusqu'en 1999 le diffuseur exclusif de Championnat de France et des principaux championnats européens. Le 3 septembre 1996 démarre la diffusion du championnat de France par paiement à la séance (plus communément désigné par « pay-per-view »).
Pour le rugby, c'est cette fois France Télévision qui est l'acteur le plus important pour cette discipline. TF1 revendique dès cette époque ne vouloir diffuser que la coupe du monde de rugby à XV qui a lieu tous les 4 ans, en laissant à France Télévision la diffusion du Tournoi des Cinq nations, du Championnat de France ainsi que de la Coupe d'Europe à partir de sa création en 1995. C'est cette même année que Canal+ diffuse pour la première fois le championnat de France aux côtés de France Télévision qui complète le dispositif en utilisant les stations régionales de France 3.
Le cyclisme demeure chasse gardée de France Télévision qui diffuse chaque année le Tour de France sur France 2 et France 3. Les Jeux olympiques de 1992 (été et hiver), 1994 (hiver) et 1996 (été) sont diffusés à la fois par TF1 et par France Télévision. Les Jeux d'Atlanta en 1996 sont les derniers diffusés par TF1 qui (à l'exception de la cérémonie d'ouverture en 2012) décide de ne plus diffuser les Jeux olympiques sur ses antennes. Depuis 1998, France Télévision est le seul diffuseur des Jeux olympiques sur la télévision gratuite.
La Formule 1 fait son grand retour sur TF1 au moment de la faillite de La Cinq en 1992, TF1 demeure le diffuseur exclusif des Grand Prix de Formule 1 sur le reste de la décennie. Les sports automobiles demeurent la chasse gardée d'Eurosport qui en fait sa marque de fabrique au cours des années 1990.
Les sports d'hiver sont plutôt bien couverts à la fin des années 1990 avec notamment une couverture importante lors des Jeux olympiques d'hiver qui rencontre un certain succès (comme le record d'audience de l'épreuve libre de patinage dames aux Jeux de Lillehammer en 1994 sur France 2). Le hockey sur glace n'est pas en reste avec une diffusion de la finale du championnat de France et du Tournoi International du Mont Blanc sur TF1 et du tournoi olympique sur France 2. Cette discipline reste cependant l'apanage de Canal+ qui diffuse la NHL à partir de novembre 1997.

#### Recentrage progressif vers les sports les plus populaires pour les chaînes gratuites
Selon les données présentées par le Rapport Assouline sur le sport à la télévision, la diversité des épreuves diffusées sur les chaînes gratuites se dégrade au cours des années 1990 (puis plus encore dans la décennie suivante). Cette tendance pourrait s'expliquer par l'inflation des droits sportifs et la volonté des diffuseurs gratuits (en particulier TF1) de se focaliser sur les grands événements des sports les plus populaires (rugby, tennis et surtout football) et les plus fédérateurs auprès du public. Cette politique de prestige ne va pas sans impact financier, la plupart des grands événements sportifs étant diffusés à perte du fait du déséquilibre entre un marché publicitaire limité et de l'inflation exceptionnelle des droits sportifs commencé dans les années 1990.

#### TPS et AB Sat, nouveaux acteurs dans la télévision par satellite (1996)
L'impossibilité d'aboutir à un accord entre TF1 et Canal+ pour la télévision par satellite mène à la création par TF1 de TPS pour venir concurrencer Canal+ sur la télévision à péage. TPS, lancé le 16 décembre 1996 constitue pour Canal+ le plus grand défi en termes de concurrence de son histoire à l'époque. De fait, sur le plan sportif, TPS ravit à Canal+ les droits de diffusion de plusieurs compétitions sportives (en particulier pour le football) et la contraint à partager la diffusion de la Ligue 1, compétition la plus stratégique de l'offre de Canal+, à partir de 1999.
La même année, AB Groupe lance son bouquet satellite à peine une semaine après celui de TPS. AB crée en son sein une chaîne sportive, AB Sports qui se positionne sur les droits sportifs secondaires mais finit au fil des années à acquérir une programmation diversifiée et complète (Rugby à XV, Championnat de France de hockey sur glace, Basketball, golf, sports américains...). AB Groupe cède ses parts à Pathé en décembre 1998, AB Sports devient Pathé Sport à cette occasion. Enfin, le groupe lance (en partenariat avec le PMU) la chaîne France Courses (qui deviendra Equidia quelques années plus tard) consacrée exclusivement aux courses de chevaux.
L'offre d'information sportive à la télévision augmente beaucoup à la fin de la décennie avec les lancements successifs de L'Équipe TV sur Canalsatellite puis d'Infosport sur le bouquet TPS.

### Les droits sportifs comme enjeux stratégiques dans les années 2000

#### Une rude bataille pour les droits du football
La décision de la Ligue Nationale de Football de partager les droits de diffusion de la Ligue 1 entre Canal+ et TPS ne donne pas entière satisfaction. Le championnat de France est ainsi devenu un droit clé qui attire un nombre significatif d'abonnés et revêt à ce titre une importance stratégique majeure. La négociation en 2004 donne lieu à une intense guerre des tranchées entre, d'une part Canal+, d'autre part TPS et ses partenaires (TF1 et M6). Canal+ décide de faire un enchère très élevée (600 millions d'euros par an) largement supérieure au prix de réserve fixée par la LFP (435 millions d'euros) pour tenir TPS à l'écart. Si Canal+ récupère la totalité du championnat, les actionnaires de TPS temporisent en soulignant le poids financier que constitue ce montant pour Canal+. TPS choisit alors une stratégie plus souple pour continuer à demeurer compétitif sur le football en acquérant des droits de plusieurs championnats européens majeurs (la Bundesliga allemande en 2006, la Premier League anglaise en 2004) et en créant une chaîne consacrée au football TPS Foot le 13 août 2005. L'absorption de TPS par Canal+ permet à ce dernier de récupérer une place quasi monopolistique sur le marché français de la télévision payante. Cependant, l'opérateur téléphonique Orange montre à partir de 2008 sa volonté d'entreprendre une stratégie de convergence entre les contenus et les communications. À ce titre, Orange acquiert une partie des droits de la Ligue 1 entre 2008 et 2012 aux côtés de Canal+ qui conserve le match de 1er choix. Orange lance la chaîne Orange foot en août 2008. Si cette nouvelle concurrence empêche Canal+ de proposer l'intégralité de la Ligue 1, elle en conserve une majeure partie et ce partage lui permet une économie massive sur les droits à acquitter envers la LFP par rapport à la période 2004-2008. Orange foot complète son dispositif en achetant d'autres droits de diffusion tels ceux du championnat allemand.
À l'inverse de la Ligue 1, la diffusion de la Ligue des champions ne connaît quasiment aucun changement au cours des années 2000. Le partage entre TF1 (pour les plus grosses affiches et les phases finales) et Canal+ est reconduit à chaque appel d'offres au cours de la décennie. La couverture de la compétition par TF1 reste importante tout au long des années 2000, la chaîne diffusant tout au long de l'année les matches de la compétition sur son antenne phare en première partie de soirée, assurant une diffusion maximale à la compétition. La Coupe de l'UEFA (qui devient Ligue Europa en 2009), diffusée par TF1 (pour les rencontres principales) et Canal+ passe sur M6 qui en fait son programme sportif phare. Le lancement de la TNT en 2005 permet à M6 de proposer certaines rencontres moins prestigieuses sur sa chaîne W9.
Enfin les grandes compétitions mondiales sont l'apanage de TF1 en particulier la Coupe du monde de football de 2002 qui est intégralement diffusée sur les chaînes du groupe TF1 (TF1 en clair ou Eurosport en crypté). La débâcle de l'équipe de France ternit les audiences de la compétition en France alors que TF1 avait acquis les droits pour la très importante somme de 168 millions d'euros. Cette situation n'est pas reconduite en 2006 qui voit un plus grand nombre de diffuseur dont le principal reste TF1. La compétition est proposée en intégralité sur Eurosport et Canal+, certains matches de phases finales sont diffusés par M6 qui diffuse pour la première fois une compétition mondiale de football.

#### Une concentration progressive malgré de nouveaux acteurs
Alors que les années 1990 avaient connu une multiplication des acteurs, les années 2000 voient une concentration progressive autour de Canal+. Premier acte : le rachat de 60 % de Pathé Sport par le groupe Canal+ en mars 2002. La chaîne devient Sport+ en novembre 2002 et diffuse un grand nombre d'événements sportifs en complément de Canal+. Sport+ propose tout au long de la décennie une programmation complète et diversifiée (Ligue 2, Pro D2, Wimbledon, NHL...).
Le second acte, majeur, de la concentration du marché autour de Canal+ consiste en la fusion entre Canalsat et TPS. Cette fusion est annoncée le 12 décembre 2005 mais sa mise en œuvre n'intervient qu'en 2007. Le nouveau Canal Sat est lancé le 2 avril 2007 alors que la commercialisation de TPS est stoppée le 21 mars 2007. Cette fusion a un impact majeur sur le marché des droits sportifs français : Canal+ récupérant un quasi-monopole en récupérant les droits détenus par TPS au moment de la fusion, en particulier les championnats de football étrangers (Premier League, Bundesliga...). L'arrivée d'Orange sport sur le marché des droits sportifs relance cependant la concurrence dès 2008.

#### Des tendances qui se maintiennent
Le renforcement de France Télévisions au cours des années 1990 a permis au service public de maintenir ses positions sur le plan des retransmissions sportives. Sous la direction de Frédéric Chevit, France Télévisions décide de se positionner sur les grands événements sportifs. Le groupe réussit un grand coup en arrachant à TF1 la diffusion exclusive de la Coupe du monde de rugby 2003 en Australie, certes frappée d'un important décalage horaire. Idem en 2004 qui est une année chargée pour le service public : Tournoi des Six Nations, Roland-Garros, Euro 2004, Jeux olympiques d'Athènes et Jeux paralympiques. France Télévisions change cependant de politique à partir du milieu des années 2000 et abandonne certains événements coûteux tel l'Euro de football qu'elle n'a plus diffusé depuis 2004. Le groupe préfère se concentrer sur d'autres événements tel la Coupe de la Ligue ou la Coupe de France de football qu'elle arrache à TF1 en 2006.
TF1 modifie sa programmation de retransmissions sportives au cours de la décennie. Ainsi, TF1 abandonne la diffusion des Jeux olympiques d'été après ceux d'Atlanta en 1996, après avoir abandonné la diffusion des Jeux olympiques d'hiver après 1994. Les Jeux olympiques (été et hiver confondus) deviennent la chasse gardée de France Télévisions qui en est le diffuseur officiel en clair en France. TF1 recalibre sa programmation de football en abandonnant la diffusion de la Coupe de France après 2006. La chaîne diffuse les Grand Prix de Formule 1 tout au long de la décennie, sans interruption et Eurosport profite des synergies avec sa maison mère en diffusant essais libres et qualifications.
L'arrivée de la TNT, pour le Groupe TF1 tout comme France Télévisions ou M6, ouvre une fenêtre de diffusion supplémentaire en clair mais à l'exposition plus réduite que pour leur antenne phare. Cette situation permet la diffusion d’événements sportifs moins exposés sur les antennes secondaires de la TNT. Les nouveaux acteurs de la TNT ont aussi la possibilité d'acquérir des droits de diffusion secondaires (c'est le cas par exemple du rugby à XIII sur Direct 8 ou du football américain sur W9). Ce mouvement s'amplifiera dans la décennie suivante avec la deuxième vague de lancement de la TNT et la création de L'Équipe 21 puis L'Équipe ou encore les deux autres chaînes gratuites de la TNT du Groupe Canal+ C8 et CStar.

### Explosion de la concurrence sur les droits majeurs dans les années 2010

#### Arrivée de beIN Sports en 2012 qui remplace Orange sport
L'arrivée de beIN Sports en France bouleverse profondément le marché. Canal+ avait récupéré une situation de quasi-monopole de fait sur la plupart des marchés de droits sportifs. La concurrence sur les droits majeurs du football se limitait à Orange sport et sur les autres droits plus secondaires avec Eurosport ou MCS. La déroute financière d'Orange sport remet en cause son existence et Orange jette l'éponge à l'issue du contrat de diffusion de la Ligue 1 qui s'achève à la fin de la saison 2012.
La place d'Orange Sports est reprise par un concurrent beaucoup plus agressif : beIN Sports. Appuyé par le groupe qatari Al-Jazeera (la chaîne acquiert d'ailleurs des droits sportifs sous le nom d'Al-Jazeera Sports avant son changement de nom), la chaîne est lancée le 1er juin 2012 et révolutionne le marché par plusieurs innovations:
- Un prix d'appel très agressif (autour de 11 € par mois) notamment comparé à Canal+.
- Une offre intégralement sportive centrée sur les retransmissions et les magazines qui s'appuie sur un nombre important de canaux supplémentaires pour pouvoir diffuser plus de rencontres en direct et en intégralité.
- Une offre en service par contournement (over-the-top en anglais) lancée dès 2014 qui permet de s'abonner à la chaîne et la recevoir n'importe quelle plateforme connectée à internet sans devoir être abonné à la chaîne sur un service de télévision.

beIN Sports rafle progressivement tous les championnats étrangers de football avant de conquérir plusieurs compétitions de rugby (Champions Cup, Challenge Cup, Pro12), de handball, de tennis (Wimbledon), etc. Beaucoup de droits qui étaient jusqu'alors détenus par Sport+ passent ainsi sur beIN Sports. Les capacités financières du groupe Canal+ étant utilisées pour contrer les offensives de beIN Sports sur les compétitions majeures (en particulier la Ligue 1 et le Top 14), les moyens consacrés aux compétitions plus secondaires qui sont le positionnement de Sport+ sont progressivement réduits. Devant l'impossibilité de lutter sur tous les fronts, le groupe Canal+ décide de fermer la chaîne qui cesse d'émettre le 27 juin 2015.
beIN Sports adopte un comportement très agressif sur le marché des droits sportifs dans les premières années visant à construire un catalogue vaste de droits pour proposer à ses abonnés une offre attractive. Cette débauche de moyen nourrit une forte inflation et génère de très lourds coûts pour la chaîne qui enregistre près d'un milliard d'euros de déficits dans les trois années qui suit son lancement. La chaîne adopte un comportement plus mesuré à partir de 2015.

#### Acquisition d'Eurosport par Discovery et irruption spectaculaire d'Altice
L'année 2015 est marquée par deux évolutions majeures qui structurent le marché dans les années qui suivent : l'irruption spectaculaire d'Altice sur le marché des droits majeurs et le rachat d'Eurosport à TF1 par le groupe américain Discovery.
Altice fait sensation en novembre 2015 en acquérant l'exclusivité de la diffusion de la Premier League (championnat phare en Angleterre) en France. Ce droit, convoité notamment par Canal+ est décroché contre le paiement d'une centaine de millions d'euros par an (alors que Canal+ payant entre 60 et 70 millions par an sur le contrat précédent). La diffusion du championnat anglais démarre à l'été 2016 et est l'occasion d'une refonte des chaînes sportives détenues par Altice puisque Ma Chaîne Sport devient SFR Sport. Altice frappe une nouvelle fois en mai 2017 en annonçant l'acquisition des droits exclusifs des deux plus importantes compétitions européennes de football : la Ligue des champions et la Ligue Europa pour la période 2018-2021. Là encore Altice emporte le contrat en sortant l'artillerie financière : près de 350 millions d'euros par saison contre 160 millions jusque là.

## Jeux olympiques

### Jeux olympiques d'été
| Édition             | TF1        | France Télévisions | Canal+ | Eurosport | beIN Sports |
| ------------------- | ---------- | ------------------ | ------ | --------- | ----------- |
| Barcelone 1992      |            | Antenne 2 et FR3   |        |           |             |
| Atlanta 1996        |            |                    |        |           |             |
| Sydney 2000         |            |                    |        |           |             |
| Athènes 2004        |            |                    |        |           |             |
| Pékin 2008          |            |                    |        |           |             |
| Londres 2012        | Cérémonies |                    |        | Magazines |             |
| Rio de Janeiro 2016 |            |                    |        |           |             |
| Tokyo 2020          |            |                    |        |           |             |
| Paris 2024          |            |                    |        |           |             |
| Los Angeles 2028    |            |                    |        |           |             |
| Brisbane 2032       |            |                    |        |           |             |

#### Barcelone 1992
L'édition 1992 se déroule à Barcelone, pour la première fois en Europe depuis les jeux de Munich en 1972. Le Comité d'organisation des jeux de Barcelone explique qu'il a privilégié les diffuseurs gratuits face aux offres plus élevées des diffuseurs payants, pour assurer une audience maximale à la compétition qui est diffusée sans décalage horaire en Europe. C'est pourquoi le Comité attribue à l'UER les droits de diffusion des jeux pour l'ensemble du continent européen contre 90 millions de dollars (dont 66 millions en numéraire, et 24 millions en fourniture de services), somme beaucoup plus élevée que celles versées pour Séoul 1988 (28 millions de dollars) ou Los Angeles 1984 (19,8 millions de dollars), éditions certes frappées par un lourd décalage horaire en Europe.
En France, plusieurs chaînes sont associés à ces jeux : deux chaînes privées (TF1 et Canal+) et les deux chaînes publiques sous présidence commune (Antenne 2 et FR3),.
Les deux chaînes du service public, réunies sous une présidence commune depuis 1990, couvrent les jeux de façon complémentaire, à tel point que les Jeux sont considérés comme une étape importante dans le rapprochement des deux chaînes qui sont regroupées dans France Télévision le mois suivant. La couverture d'Antenne 2 et FR3 récolte de bonnes parts d'audience et des recettes publicitaires significatives (46 millions de francs en juillet 1992), ayant mobilisé 140 personnes sur place pour 50 millions de francs de budget.
Canal+ qui couvre les jeux pour la première fois, révolutionne la diffusion des jeux olympiques avec une couverture massive et de nombreux consultants prestigieux (Michel Platini, Yannick Noah, Bernard Hinault, Thierry Rey...). La chaîne cryptée propose, en plus de la diffusion des compétitions, le J.T.O. (Journal Télévisé Olympique) présenté par François Pécheux. La diffusion des jeux de Barcelone constitue un « moment fondateur » du service des sports de Canal+, alors dirigé par Charles Biétry.
TF1 propose une couverture plus modeste mais complémentaire du service public et Canal+ mobilisant une quarantaine de personnes sur place pour un budget global de 33 millions de francs.

#### Atlanta 1996
L'édition 1996, qui se déroule à Atlanta aux États-Unis, marque le centenaire de la création des Jeux olympiques modernes. L'UER acquiert une nouvelle fois les droits de diffusion de la compétition pour l'Europe, dont le prix qui continue de croître s'élève à 247 millions de dollars. En France, trois chaînes se partagent la diffusion de la compétition : TF1 et France Télévision en clair, Canal+ et Eurosport en crypté, la disposition reste similaire à celle de Barcelone 1992.
Canal+ propose la plus importante couverture des jeux avec 22 heures d'antenne par jour de compétition. La chaîne investit un budget de 100 millions de francs (dont 50 en droits de diffusion) et envoie une équipe de 170 personnes qui sont installées au IBC. Parmi elles, 19 consultants tels que Edgar Grospiron, David Douillet ou Thierry Rey. À noter que Canal+ propose 4 heures de diffusion en clair par jour.
France Télévision propose une couverture plus réduite avec cependant 15 heures de retransmissions par jour. Le groupe consacre 39,4 millions de francs aux Jeux olympiques à quoi s'ajoute 50 millions de francs de droits de diffusion. France Télévision met l'accent sur la diversité des sports diffusés à l'antenne avec une équipe de 120 personnes (journalistes, techniciens et consultants) sur place.
Enfin, TF1 diffuse 9 heures de retransmissions par jour avec une couverture axée sur les sports les plus populaires. Comme France Télévision la chaîne privée envoie une équipe de 120 personnes avec de nombreux consultants. TF1 consacre aux jeux un budget proche de 100 millions de francs (dont 50 millions versés à l'UER pour l'acquisition des droits de diffusion).
En plus de la diffusion des compétitions, France 2 diffuse le Journal des Jeux, Canal+ le magazine Georgia et reconduit le J.T.O. de François Pécheux qui suivent l'actualité des jeux.

#### Sydney 2000
L'édition 2000 se déroule à Sydney en Australie, frappant les diffusions en direct d'un important décalage horaire. Les épreuves sont ainsi diffusées tard dans la nuit ou dans la matinée en Europe. C'est la raison pour laquelle TF1 renonce à participer à l'appel d'offres pour la diffusion de cette édition. En revanche, France Télévision et Canal+ candidatent. Canal+ avait notamment versé 20 millions de francs d'avance au GRF, chargé de la vente de ces droits en France. La chaîne s'était aussi engagé à hauteur de 100 millions de francs dans le cadre de la diffusion de ces jeux. Finalement, Canal+ annonce renoncer à diffuser l'édition Sydney 2000 et demande au GRF le remboursement de son avance. Le litige n'est pas résolu entre Canal+ et l'UER, détenteur des droits associé au GRF. Le 26 décembre 1999, Canal+ saisit la justice. Finalement, en juillet 2000, la première chambre civile de la cour d'appel de Paris condamne Canal+ à diffuser l'édition Sydney 2000 et à verser l'intégralité de la somme sur laquelle elle s'était engagé envers le GRF pour l'UER. Les chaînes françaises ont diffusé un total de 488 heures de compétition, en augmentation de 100 heure par rapport à l'édition d'Atlanta 1996.

#### Athènes 2004
L'UER signe en septembre 2002 un accord avec le Comité international olympique et le comité d'organisation des jeux d'Athènes. Cet accord confère les droits de diffusions des jeux en France à TF1, France Télévisions et Canal+. TF1 qui a acheté les droits de certaines compétitions ne diffuse pas d'épreuve en clair sur son antenne mais sur Eurosport qui déclare une audience de 1,4 million de téléspectateurs au quart d’heure moyen. Ce contrat s'élèverait à 394 millions de dollars, soit environ 400 millions d'euros. Sur ces 400 millions d'euros, 69 millions ont été acquittés par les diffuseurs français.
France Télévisions annonce à l'issue des jeux avoir diffusé 400 heures d'antenne, sur France 2 et France 3 mais aussi 5 canaux événementiels consacrés à la compétition sur le bouquet TV par ADSL de Free. France Télévisions a envoyé 273 personnes sur place pour couvrir les jeux (contre 189 à Sydney 4 ans plus tôt). Sur ces 400 heures, 208 heures sont en direct dont 107 heures sur France 3. La diffusion des épreuves s'accompagne de journaux et magazines comme Un jour à Athènes ou Objectif Olympique (45 éditions pour 9 heures d'émission au total). Pour les premiers JO d'été en Europe depuis Barcelone 1992, France Télévisions déclare qu'un total de 44 millions de téléspectateurs en cumulé ont suivi Athènes 2004, en particulier la cérémonie d'ouverture du 13 août 2004 suivis par7,3 millions de téléspectateurs.
Canal+ propose 3 plages horaires en clair sur son antenne principale (7h30–8h30, 13h–14h, 19h–20h) et une diffusion 24 heures sur 24 en numérique sur Canal+ Sport (retransmission des compétitions en direct en journée et rediffusion la nuit). Enfin, Eurosport diffuse la compétition 24 heures sur 24 et envoie 84 journalistes accrédités sur place.

#### Beijing 2008
Canal+ diffuse l'intégralité des jeux de 2008 sur ses antennes en proposant un total de 800 heures de diffusion. Les jeux sont retransmis 24 heures sur 24 sur Canal+ Sport et 18 heures sur 24 sur Canal+ avec certaines plages en clair. Cette diffusion s'est effectuée, pour la première fois, en haute définition. En outre, Canal+ propose en lieu et place du Grand Journal une émission quotidienne consacrée aux jeux de 19 h 10 à 20 h 50 présentée par Hervé Mathoux.

#### Londres 2012
Concernant Londres 2012, France Télévisions est le diffuseur exclusif de toutes les compétitions en clair. TF1 (en clair) et Eurosport (en crypté) diffusent les cérémonies d'ouverture et de clôture, Eurosport diffusant en plus des magazines quotidiens sur la compétition. Enfin, beIN Sports co-diffuse avec France Télévisions l'intégralité des compétitions de tennis, basket-ball et handball. Le contrat signé en 2004 par l'UER pour ces JO s'élèverait à 739 millions d'euros, dont 614 millions de droits, soit une progression de 40% par rapport à celui des jeux de Pékin.
France Télévisions assure 300 heures de direct sur France 2 et France 3 en métropole ainsi que le Réseau Outre-Mer 1re dans les territoires ultra-marins. France 4 et France Ô sont aussi mobilisées pour la diffusion des tournois de football féminin et masculin (respectivement). Enfin, la plateforme numérique Francetv Sport complète le dispositif en diffusant en direct le reste des compétitions soit l'équivalent de 12 chaînes en simultané.

#### Rio 2016

Canal+ Rio 2016 est une chaîne événementielle consacrée aux JO de Rio.

Canal+ annonce le 15 juin 2015 avoir trouvé un accord avec France Télévisions pour la diffusion des Jeux olympiques de Rio en 2016 et Tokyo en 2020. Les épreuves seront retransmises en co-diffusion sur Canal+ ou Canal+ Sport. D'autres chaînes du groupe Canal+ sont aussi concernées par cet accord et notamment la chaîne d'information en continu I-Télé. De plus, la chaîne Canal+ Décalé est remplacée par une chaîne événementielle Canal+ Rio 2016 consacrée exclusivement aux compétitions olympiques durant toute la durée des jeux. France Télévisions diffuse l'intégralité de la compétition sur France 2, France 3, France 4 et France Ô, et annonce en avril 2016 qu'elle prévoit de diffuser 700 heures d’antenne et 2 400 heures sur sa plateforme numérique Francetv Sport. La couverture de la compétition commence le 3 août 2016 sur France 4 avec les tournois olympiques de football et de rugby à VII, et la cérémonie d'ouverture sera diffusée le 5 août 2016 sur France 2 à partir de 22 h 45. Certaines compétitions étant diffusées dans la nuit, du fait du décalage horaire, France Télévisions rediffuse certaines compétitions le matin sur France 3. Enfin, deux magazines quotidiens couvrent la compétition Une nuit à Rio sur France 3 et Bom Dia Rio sur France 2.

#### Tokyo 2020
Canal+ annonce le 15 juin 2015 avoir trouvé un accord avec France Télévisions pour la diffusion des Jeux olympiques de Rio en 2016 et Tokyo en 2020 (finalement reportés en 2021). En octobre 2019, Canal+, en quête d'économies, cède finalement les droits de diffusion en payant à Eurosport.

#### Paris 2024
Eurosport remporte en juin 2015 les droits de diffusion des éditions Jeux olympiques d'hiver de 2018 à Jeux olympiques d'été de 2032 pour l'ensemble du continent européen à deux exceptions près : la France (où elle décroche uniquement pendant les dix prochains années de tous les quatre ans sera les éditions Jeux olympiques d'hiver de 2022 et Jeux olympiques d'été de 2032) et la Russie. Son offre s'élève à 1,3 milliard d'euros et surpasse celle de l'UER (qui détenait historiquement ces droits) et celle de beIN Sports.
En avril 2019, les groupes Discovery et France Télévisions annoncent avoir signé un partenariat pour la diffusion en clair des jeux 2022 à Pékin et 2024 à Paris par le groupe public français et les autres éditions jusqu'en 2032.

### Jeux olympiques d'hiver
| Édition             | TF1 | France Télévisions | Eurosport |
| ------------------- | --- | ------------------ | --------- |
| Albertville 1992    |     | Antenne 2 et FR3   |           |
| Lillehammer 1994    |     |                    |           |
| Nagano 1998         |     |                    |           |
| Salt Lake City 2002 |     |                    |           |
| Turin 2006          |     |                    |           |
| Vancouver 2010      |     |                    |           |
| Sotchi 2014         |     |                    |           |
| Pyeongchang 2018    |     |                    |           |
| Beijing 2022        |     |                    |           |
| Milan Cortina 2026  |     |                    |           |
| 2030                |     |                    |           |

#### Albertville 1992
L'UER obtient les droits de diffusions des Jeux olympiques d'Albertville pour 18 millions de dollars. En France, la diffusion des Jeux olympiques est partagée par 3 diffuseurs : TF1, Antenne 2 et FR3. TF1 diffuse notamment les épreuves de patinage artistique ainsi que la cérémonie de clôture (qui réunit 16,2 millions de téléspectateurs) tandis qu'Antenne 2 diffuse la cérémonie d'ouverture le 8 février 1992 (réunissant 12,5 millions de téléspectateurs).

#### Lillehammer 1994
Pour la première fois les Jeux olympiques d'hiver ne sont plus organisés la même année que les Jeux olympiques d'été. Les diffuseurs des jeux de Lillehammer sont les mêmes que pour ceux d'Albertville deux ans plus tôt : TF1 et France Télévision (France 2 et France 3). France 2 réalise la meilleure audience de l'année 1994 avec la diffusion le 25 février de l'épreuve de patinage libre dame qui rassemble 16 618 350 téléspectateurs.

#### Nagano 1998
France Télévision et Eurosport sont les diffuseurs des Jeux olympiques d'hiver à Nagano. La cérémonie d'ouverture est diffusée sur France 2 le 7 janvier 1998 de 3 h à 5 h du matin commentée par Pierre Fulla, Isabelle Duchesnay et Luc Alphand. Du fait du décalage horaire important avec le Japon, la majorité des épreuves sont retransmises de minuit au milieu de l'après-midi.
France Télévision assure une couverture importante de l’événement:
- De minuit à 6 h 30 sur France 2, Céline Géraud prend l'antenne depuis le studio olympique aménagé au siège de France 2 sur l'Avenue Montaigne.
- De 6 h 30 à 9 h, Michel Drhey prend la relève sur France 3 puis sur France 2 jusqu'à la mi-journée
- Le magazine Les Matins de Nagano à 7 h 30
- De 13 h et 15 h, Gérard Holtz couvre notamment les épreuves de patinage artistique sur France 3
- Le Journal des Jeux à 20 h 35 présenté par Henri Sannier sur France 3

Le bilan des jeux de Nagano en termes d'audiences est très mitigé : l'important décalage horaire avec le Japon et les conditions climatiques désastreuses (ayant entraîné le report de plusieurs épreuves reines) ont fortement pesé sur les audiences. Critiqué pour la démesure des droits de diffusion acquittés (40 millions de francs au total auxquels s'ajoutent les frais de production) en comparaison de l'audience réalisée, Jean Réveillon, le directeur des sports de France Télévision à l'époque, déclare à l'issue des jeux:

« On arrive à une audience de 10 millions de personnes qui se sont branchées chaque jour sur les Jeux. Le bilan est donc très positif [...] Il était essentiel que le service public soit présent sur ces Jeux car, sinon, ils seraient passés totalement inaperçus à la télévision [...] Il est vrai que tous les événements planétaires de ce genre sont de plus en plus chers mais l'investissement se calcule aussi sur l'ensemble de nos programmes, que nous mettons gratuitement au service du public. »

— Jean Réveillon, directeur des sports de France Télévision

#### Salt Lake City 2002
France Télévisions décroche les droits de diffusion des jeux de Salt Lake City et signe un accord avec Eurosport qui diffuse deux heures de direct quotidiennement consacrées au ski alpin, au snowboard et au freestyle. France Télévisions diffuse les jeux sur France 2 et France 3 en prenant l'antenne à 12 h 20 sur France 2 avec Salt Lake Midi qui fait le point sur les épreuves de la veille. Les retransmissions se prolongent pendant la nuit sur France 3 du fait de l'important décalage horaire avec Salt Lake City. C'est à l'occasion de la retransmission des jeux que France 3 passe définitivement à une diffusion 24 heures sur 24.

#### Turin 2006
Les jeux de Turin sont diffusés à nouveau par France Télévisions et Eurosport. Le coût d'acquisition des droits de diffusions des jeux de Turin s'élèverait à 17 millions d'euros pour France Télévisions. TF1 ne participe pas à l'appel d'offres.
France Télévisions propose une couverture importante des jeux de Turin avec 180 heures d'antenne en direct (soit 8 heures par journée de compétition) mobilisant une équipe de 300 personnes. La diffusion des épreuves est complétée par la diffusion tous les jours d'un résumé tout-en-image de la journée Un Jour à Turin sur France 2 à 19 h 20 et par le Journal des Jeux présenté chaque soir par Henri Sannier sur France 3 à 20 h 10. Enfin, en supplément de la couverture sur la télévision hertzienne, France Télévisions conclut un accord avec France Télécom pour proposer aux abonnés de l'opérateur télécom 5 canaux complémentaires diffusant 8 à 10 heures par jour pour proposer une couverture intégrale de la compétition.
La couverture des Jeux olympiques connait d'importants succès d'audience sur les antennes de France Télévisions,:
- La cérémonie d'ouverture commentée par Daniel Bilalian, Nelson Monfort et Luc Alphand diffusée le 10 février sur France 2 en première partie de soirée a ainsi rassemblé 6,9 millions de téléspectateurs soit une part d'audience de 28,7 %
- La médaille de bronze de Sandra Laoura en ski de bosse rassemble 5,9 millions de téléspectateurs le 11 février sur France 2
- La victoire d'Antoine Dénériaz en descente masculine de ski alpin rassemble 4,4 millions de téléspectateurs le 12 février sur France 3
- La meilleure audience est décrochée par le programme libre de patinage artistique le 16 février sur France 2 avec près de 9,3 millions de téléspectateurs qui assistent à la performance de Brian Joubert

#### Vancouver 2010
Comme en 2006, France Télévisions et Eurosport sont les diffuseurs officiels des Jeux olympiques en France. France Télévisions mobilise les antennes de France 2 et France 3 pour assurer la couverture des jeux qui comprend:
- La diffusion en direct des cérémonies d'ouverture (le 13 février de 2 h 45 à 6 h sur France 2) et de clôture (le 1er mars de 2 h 25 à 5 h) puis une rediffusion dans la matinée qui suit
- Plus de 200 heures d'épreuves en direct en alternance sur France 2 et France 3. Du fait du décalage horaire important avec Vancouver les épreuves sont diffusées le soir et la nuit entre 19 h et 5 h ou 6 h du matin.
- Retour à Vancouver présenté chaque matin à 10 h 15 par Gérard Holtz sur France 3 fait le bilan de la nuit
- Avancouver présenté en direct du lundi au samedi par Laurent Luyat à 17 h 55 sur France 2 ouvre la soirée

Eurosport de son côté propose une couverture 24 heures sur 24, 7 jours sur 7 de la compétition. Eurosport démarre sa couverture à 18 h 30 avec le magazine Olympic Countdown puis la couverture des épreuves en direct à partir de 19 h jusque tard dans la nuit. Le reste de la journée est consacré à la rediffusion des épreuves diffusée en direct dans la nuit pour offrir aux téléspectateurs une seconde fenêtre de diffusion.

#### Beijing 2022
Eurosport remporte en juin 2015 les droits de diffusion des éditions 2018 à 2032 pour l'ensemble du continent européen à deux exceptions près : la France (où elle décroche uniquement les éditions 2022 et 2032) et la Russie. Son offre s'élève à 1,3 milliard d'euros et surpasse celle de l'UER (qui détenait historiquement ces droits) et beIN Sports.
En avril 2019, les groupes Discovery et France Télévisions annoncent avoir signé un partenariat pour la diffusion en clair des jeux 2022 à Pékin et 2024 à Paris par le groupe public français et les autres éditions jusqu'en 2032.
Les audiences de cette édition sont satisfaisantes, en hausse par rapport aux jeux précédents avec 45 millions de français (soit 8 personnes sur 10) ayant regardé au moins 1 minute des jeux sur les antennes et sites de France Télévisions. L'audience moyenne sur France 2 (20,9 %) est en très légère baisse par rapport aux jeux précédentes (21,1 %) même si l'audience sur certaines tranches est plus forte qu'en 2018. France 2 et France 3 auront diffusé 360 heures de direct ainsi que des magazines (tel JO Club) et des rediffusions et résumés des épreuves. Les recettes publicitaires sont en nette hausse avec 10 millions de recettes nettes sur la durée des jeux.

### Jeux paralympiques d'été
| Édition      | Diffuseur(s)                         | Observations |
| ------------ | ------------------------------------ | --- |
| Sydney 2000  |                                      | |
| Athènes 2004 | France Télévisions                   | France Télévisions assure une couverture réduite des jeux paralympiques d'été de 2004 entre le 17 septembre et le 28 septembre. Céline Géraud présente un résumé quotidien de 7 minutes avant le 12/14 sur France 3 et un autre de 26 minutes en troisième partie de soirée sur France 2. |
| Pékin 2008   |                                      | |
| Londres 2012 | France Télévisions et TV8 Mont Blanc | Lors des Jeux paralympiques d'été de 2012, TV8 Mont Blanc et France Télévisions ont été les diffuseurs. France Ô a diffusé les cérémonies d'ouverture et de clôture et France 2 et France 3 ont diffusé les résumés du jour. TV8 Mont Blanc a été, quant à lui le diffuseur des épreuves et la chaîne a acheté les droits pour un euro symbolique. Mais la médiatisation des jeux sur France Télévisions a été vivement critiquée par les athlètes. |
| Rio 2016     | France Télévisions                   | France Télévisions couvre les jeux paralympiques d'été de 2016 du 8 septembre au 18 septembre sur France 2, France 4 et Francetv Sport avec plus de 100 heures de direct. Les cérémonies d'ouverture et de clôture sont diffusées sur France 2 et le Journal des paralympiques présenté par Laurent Luyat est diffusé quotidiennement sur France 3 à 11h40.                                                                                         |
| Tokyo 2020   | France Télévisions                   | |
| Paris 2024   | France Télévisions                   | France Télévisions est le diffuseur intégral et exclusif des jeux paralympiques d'été de 2024. Les épreuves sont diffusées en alternance entre France 2 et France 3 et l'intégralité des jeux est retransmis sur la plateforme France.tv Sport. |

### Jeux paralympiques d'hiver
| Édition             | Diffuseur(s)                    | Observations |
| ------------------- | ------------------------------- | ------------ |
| Nagano 1998         | France Télévision Groupe Canal+ |              |
| Salt Lake City 2002 |                                 |              |
| Turin 2006          | TV5 Monde                       |              |
| Vancouver 2010      | TV5 Monde                       |              |
| Sotchi 2014         | France Télévisions TV5 Monde    |              |
| Pyeongchang 2018    | TV5 Monde France Télévisions    |              |

### Jeux européens
| Édition    | Diffuseur(s) | Observations |
| ---------- | ------------ | --- |
| Bakou 2015 | L'Équipe 21  | L'Équipe 21 couvre l'ensemble de l'événement avec plus de 150 heures d'antenne qui lui sont attribuées. Les cérémonies d'ouverture et de clôtures sont diffusées en direct. |
| Minsk 2019 | L'Équipe     | |

### Championnats sportifs européens
| Édition      | Diffuseur(s)                    | Observations |
| ------------ | ------------------------------- | --- |
| Glasgow 2018 | France Télévisions et Eurosport | |
| Munich 2022  | France Télévisions              | Eurosport co-diffuse uniquement le cyclisme en 2022. Les Championnats d'Europe de natation 2022, organisés au même moment à Rome, sont intégrés au dispositif de France Télévisions pour les championnats sportifs européens. |

### World Games
| Édition      | Diffuseur(s) | Observations |
| ------------ | ------------ | ------------ |
| Wrocław 2017 | L'Équipe     |              |

## Tennis

### Grand Chelem
| Compétition      | Diffuseur(s)                             | Période       |
| ---------------- | ---------------------------------------- | ------------- |
| Open d'Australie | Eurosport                                | Jusqu'en 2031 |
| Roland Garros    | France Télévisions et Amazon Prime Video | 2021-2027     |
| Wimbledon        | beIN Sports                              | Jusqu'en 2028 |
| US Open          | Eurosport                                | Jusqu'en 2027 |

#### Open d'Australie
Eurosport est le détenteur des droits de diffusion de l'Open d'Australie jusqu'en 2031. Le renouvellement de son contrat, signé en septembre 2015 couvre la période 2017-2021. L'Open d'Australie est un des droits historiques d'Eurosport. Laurent-Eric Le Lay, alors président d'Eurosport, déclarait en 2007 au moment de la conclusion du contrat 2008-2011 : « Au cœur de l’hiver, l’Open d’Australie est un événement magique que nous serons fiers de faire partager à une large audience grâce à une couverture TV et Internet sans précédent ». Si la majorité de la compétition est diffusée en crypté, il est fréquent qu'un accord ait lieu avec une chaîne gratuite pour la diffusion en clair d'un ou plusieurs matchs des phases finales :
- En 2001, la demi-finale messieurs Grosjean - Clément et la finale Agassi - Clément furent co-diffusées sur TF1[réf. nécessaire]
- En 2006, la finale dames Mauresmo - Henin est diffusée en direct sur France 2[60]
- En 2008, la finale messieurs Djokovic - Tsonga fut co-diffusée sur France 3[61]
- En 2017, la finale Nadal - Federer fut co-diffusée sur C8[62]
- En 2018, la finale Cilic - Federer fut co-diffusée sur C8[63]

#### Roland Garros
France Télévisions et Eurosport sont les diffuseurs exclusifs de la compétition jusqu'en 2020. En mars 2014, la Fédération française de tennis attribue à Eurosport et France Télévisions les droits de diffusion de la compétition pour les éditions 2014 à 2020. Ces deux diffuseurs acquittent envers la Fédération française de tennis une somme de 17,5 millions d'euros par année, inférieure aux souhaits de la Fédération. Eurosport diffuse la compétition sur ses deux chaînes en intégralité (Eurosport 1 et Eurosport 2) avec une exclusivité de la tranche horaire 11 h-15 h sur les 9 premiers jours de la compétition. France Télévisions diffuse le reste de la compétition sur ses antennes (France 2, France 3 ou France 4). Sa plateforme numérique (Francetv Sport) permet de suivre la compétition en intégralité.
Le tournoi de Roland Garros est un droit historique pour France Télévisions (1988-2027) et Eurosport (jusqu'en 2020), les finales faisant partie des événements sportifs majeurs, ce qui impose leur diffusion en clair. En 2003, France Télévisions annonce la signature avec la Fédération française de tennis d'un accord de diffusion exclusif portant sur la période 2005-2009 et introduit plusieurs innovations dans les années suivantes :
- En 2004, la création de sept chaînes événementielles sur l'ADSL accessible pour les clients de Free[66]
- En 2005, la captation et diffusion par satellite de la compétition pour la première fois en haute définition en partenariat avec Sony et Globecast (France Télécom)[67]
- En 2009, la diffusion de l'offre « Multi-cours » proposée sur internet est rendue gratuite pour la première fois (une version payante existait auparavant)[68]
- En 2016, la captation à 360° sur le cours Central et le cours Philippe-Chatrier diffusée sur YouTube[69]

Orange Sport décrocha les droits de diffusion sur mobile en 2008 et renouvelle ce contrat l'année suivante jusqu'en 2013. L'opérateur s'acquittait de 2 millions d'euros par année envers la Fédération française de tennis. L'échec commercial de la chaîne et l'arrêt de sa diffusion le 30 juin 2012 ne lui permettent pas d'aller jusqu'à l'échéance de son contrat.
Le 25 juillet 2019, la FFT annonce que le tournoi sera diffusé par France Télévisions et Prime Video pour la période 2021-2023. Les chaînes du service public pourront diffuser l'intégralité des matches, hormis ceux disputés sur le court Simonne-Mathieu et en sessions de soirée sur le court Philippe-Chatrier, qui sont eux attribués à Amazon. Cette nouvelle répartition met fin à l'historique diffusion de Roland-Garros sur Eurosport.
Le 30 mars 2023, la FFT prolonge le contrat de France Télévisions et Amazon jusqu'en 2027. Le service public récupère les matchs du court Simonne-Mathieu et détient désormais l'intégralité des matchs de la journée hormis les sessions de soirée sur le court Philippe-Chatrier qui reste sur Prime Video,.

#### Wimbledon
En 2015, la demi-finale messieurs Djokovic - Gasquet fut co-diffusée sur TMC.
En 2018, beIN Sports, qui avait acquis pour la période 2013-2018 l'intégralité et l'exclusivité des droits de diffusion de Wimbledon, annonce étendre son partenariat avec le tournoi londonien jusqu’en 2028. Cependant, cette extension de retransmission n'inclurait pas l'intégralité des rencontres. En effet, lors de l'édition 2019, plusieurs matches de joueurs français n'ont pas été diffusés sur les antennes de la chaîne payante.

#### US Open
Eurosport conclut début-2012 un accord avec la United States Tennis Association pour la diffusion du tournoi US Open pour les éditions 2012 à 2017. Cet accord prévoit une diffusion sur les chaînes Eurosport 1 et 2 ainsi qu'une diffusion sur la plateforme numérique Eurosport Player qui permet d'accéder au service de diffusion Multi-courts.

### Compétitions internationales
| Compétition                      | Diffuseur(s)            | Période       | Observations |
| -------------------------------- | ----------------------- | ------------- | --- |
| Coupe Davis                      | L'Équipe et beIN Sports | Jusqu'en 2027 | L'ÉQUIPE diffuse les demi-finales et la finale si l'équipe de France y participe grâce à son statut d'évènement sportif d'importance majeure. beIN Sports diffuse l'intégralité de la compétition. À la suite d'un accord entre les deux chaines, France télévisions a le droit de diffuser les matchs des équipes de France masculine et féminine le samedi et le dimanche à partir du 1er tour. En 2019, le groupe TF1 devient le diffuseur en clair de la nouvelle formule de la Coupe Davis. Il diffuse des rencontres sur TMC et TF1 selon le parcours de l'équipe de France. Remplacé par L'Équipe en 2021. |
| Fed Cup - Coupe Billie Jean King | beIN Sports             | Jusqu'en 2021 | |
| ATP Cup                          | beIN Sports             |               | BeIn Sports a acquis les droits de l'ATP Cup sans préciser la période d'acquisition. |

### ATP Tour
| Compétition                                                 | Diffuseur(s)                        | Période       | Observations |
| ----------------------------------------------------------- | ----------------------------------- | ------------- | --- |
| ATP Finals                                                  | beIN Sports et W9                   | Jusqu'en 2016 | beIN Sports diffuse toute la compétition. W9 co-diffuse la finale jusqu'en 2016. |
| ATP Finals                                                  | beIN Sports et France Télévisions   | 2017-2018     | beIN Sports diffuse toute la compétition, France Télévisions acquiert les droits de diffusion de la finale à partir de l'édition 2017. |
| ATP Finals                                                  | Eurosport                           | 2019-2026     | |
| ATP Masters 1000 sauf Masters de Paris-Bercy et Monte-Carlo | beIN Sports                         | 2014-2018     | BeIN Sports détient les droits exclusifs et intégraux de tous les Masters 1000 à l'exception de ceux qui se jouent en France : le Masters de Monte-Carlo et le Masters de Paris-Bercy. |
| ATP Masters 1000 sauf Masters de Paris-Bercy et Monte-Carlo | Eurosport                           | 2019-2026     | Inclut les masters de le Masters de Monte-Carlo et le Masters de Paris-Bercy. Jusque là diffusés sur Canal+. |
| Masters de Monte-Carlo                                      | France 4 et Groupe Canal+           | Jusqu'en 2018 | Les phases finales du tournoi sont diffusées sur France 4 (une demi-finale et la finale) et l'intégralité du tournoi est diffusé sur Eurosport. |
| Masters de Monte-Carlo                                      | Eurosport et C8                     | 2019-2023     | Les phases finales du tournoi sont diffusées sur C8 (les deux demi-finales et la finale) et l'intégralité du tournoi est diffusé sur Eurosport. |
| Masters de Monte-Carlo                                      | Eurosport et France Télévisions     | 2024-2026     | Un match par journée sur la plateforme France.tv. Les demi-finales et la finale sur France Télévisions. |
| Masters de Paris-Bercy                                      | W9 et Groupe Canal+                 | 2011-2016     | Les phases finales du tournoi sont diffusées par W9 (une demi-finale et la finale) et l'intégralité de la compétition sur les antennes du groupe Canal+. |
| Masters de Paris-Bercy                                      | France Télévisions et Groupe Canal+ | 2017-2018     | La finale du tournoi est diffusée par France Télévisions, l'intégralité de la compétition reste sur les antennes du groupe Canal+. |
| Masters de Paris-Bercy                                      | Eurosport et C8                     | 2019-2023     | C8 co-diffuse les 2 demi-finales et la finale. L'intégralité du tournoi est diffusé sur Eurosport. |
| Masters de Paris-Bercy                                      | Eurosport et France Télévisions     | 2024-2026     | Un match par journée sur la plateforme France.tv. Les demi-finales et la finale sur France Télévisions. |
| ATP 500                                                     | beIN Sports                         | 2014-2018     | |
| ATP 500                                                     | Eurosport                           | 2019-2026     | |
| ATP 250                                                     | RMC Sport                           | Jusqu'en 2021 | Le Tournoi de Pune, le Tournoi de tennis de Brisbane, le Tournoi de tennis de Cabo San Lucas, l'Open de Chengdu et le Tournoi de tennis d'Anvers. |
| ATP 250                                                     | beIN Sports, Eurosport              | Depuis 2021   | beIN Sports diffuse Quelques tournois dont l'Open Sud de France, L'Open 13 de Marseille et l'l'Open Parc Auvergne-Rhône-Alpes Lyon, Moselle Open, le Tournoi de Doha. Eurosport diffuse l'Open d'Estoril, le Tournoi d'Eastbourne, le Tournoi de tennis de Genève, le Tournoi d'Istanbul et le Tournoi de tennis de Stuttgart. |
| ATP Challenger Tour                                         | RMC Sport                           | Jusqu'en 2020 | Le Tournoi de tennis de Bordeaux. |
| ATP Challenger Tour                                         | Eurosport                           | Jusqu'en 2020 | Le Tournoi de tennis de Vendée, le Tournoi de tennis de Brest, l'Open de Rennes, le Tournoi de tennis de Quimper, l'Open du Pays d'Aix et l'Open d'Orléans. |
| ATP Challenger Tour                                         | beIN SPORTS                         | Depuis 2020   | Les demi-finales et finales en exclusivité. |

### WTA Tour
| Compétition     | Diffuseur(s)             | Période       | Observations |
| --------------- | ------------------------ | ------------- | --- |
| WTA Tour Finals | beIN Sports              | Jusqu'en 2026 | |
| WTA 1000        | beIN Sports              | Jusqu'en 2026 | |
| WTA 500         | beIN Sports et Eurosport | Jusqu'en 2026 | Eurosport diffuse le Tournoi de Linz, le Tournoi de Nottingham, le Tournoi de Hong Kong et le Tournoi de Luxembourg. |
| WTA 250         | beIN Sports              | Jusqu'en 2026 | |

### Circuit féminin de l'ITF
| Compétition                 | Diffuseur(s) | Période                                                                                       | Observations |
| --------------------------- | ------------ | --------------------------------------------------------------------------------------------- | ------------ |
| Tournoi de Biarritz         |              |                                                                                               |              |
| L'Équipe et France 3 NoA    | 2018-2023    | l'equipe live diffuse l'intégralité du tournoi et la chaîne France 3 NoA co-diffuse la finale |              |
| beIN Sports et France 3 NoA | depuis 2024  |                                                                                               |              |

## Athlétisme

### Marathon
| Pays               | Compétitions          | Diffuseurs            | Observations                                       |
| ------------------ | --------------------- | --------------------- | -------------------------------------------------- |
| Allemagne          | Marathon de Berlin    | L'Équipe              |                                                    |
| Allemagne          | Marathon de Francfort | beIN Sports           |                                                    |
| Allemagne          | Marathon de Hambourg  | L'Équipe              | Anciennement beIN Sports                           |
| Espagne            | Marathon de Barcelone | L'Équipe              |                                                    |
| États-Unis         | Marathon de New York  | Eurosport             |                                                    |
| États-Unis         | Marathon de Boston    | Eurosport             | Anciennement beIN Sports                           |
| États-Unis         | Marathon de Chicago   | Eurosport             | Anciennement beIN Sports                           |
| France             | Marathon de Metz      | Canal+ Sport          |                                                    |
| France             | Marathon de Paris     | France 3 et Eurosport | jusqu'en 2025 pour France Télévisions et Eurosport |
| Italie             | Marathon de Rome      | L'Équipe              | Anciennement RMC Sport                             |
| Italie             | Marathon de Venise    | L'Équipe              | Anciennement RMC Sport                             |
| Japon              | Marathon de Tokyo     | beIN Sports           |                                                    |
| Pays-Bas           | Marathon d'Amsterdam  | Eurosport et L'Équipe |                                                    |
| Pays-Bas           | Marathon de Rotterdam | beIN Sports           |                                                    |
| Pologne            | Marathon de Varsovie  | beIN Sports           |                                                    |
| République tchèque | Marathon de Prague    | L'Équipe              |                                                    |
| Royaume-Uni        | Marathon de Londres   | L'Équipe et Eurosport | Respectivement depuis 2019 et 2021                 |

### Championnats et meetings
| Compétitions                                   | Diffuseurs           | Période       | Observations |
| ---------------------------------------------- | -------------------- | ------------- | --- |
| Championnats du monde d'athlétisme             | France Télévisions   | Jusqu'en 2029 | Co-diffusion sur Eurosport en 2023                                                                                           |
| Championnats du monde d'athlétisme handisport  | L'Équipe             | 2023          | |
| Championnats d'Europe d'athlétisme             | France Télévisions   | Jusqu'en 2026 | |
| Championnats d'Europe d'athlétisme par équipes | France Télévisions   |               | |
| Championnats du monde d'athlétisme en salle    | France Télévisions   | Jusqu'en 2029 | |
| Championnats d'Europe d'athlétisme en salle    | France Télévisions   |               | |
| Ligue de diamant                               | L'Équipe et Athlé TV | Jusqu'en 2029 | Excepté le meeting de Monaco qui est diffusé sur Canal+ jusqu'en 2024.                                                       |
| World Indoor Meetings                          | L'Équipe             | 2025-2029     | Auparavant, certaines étapes sur Eurosport et d'autres sur beIN Sports.                                                      |
| World Athletics Continental Tour               | L'Équipe             | 2020-2029     | A partir de 2025 le groupe L'Équipe signe Un nouveau contrat comprenant la diffusion de 13 meetings du World Athletics Tour. |
| Championnat de France                          | France Télévisions   | 1996-2007     | |
| Championnat de France                          | Canal+               | 2008-2015     | |
| Championnat de France                          | RMC Sport            | 2016-2019     | |
| Championnat de France                          | L'Équipe et Athlé TV | 2020-2029     | |
| Championnat de France en salle                 | L'Équipe et Athlé TV | 2020-2029     | |
| Championnat de France de trail                 | L'Équipe             | 2025-2029     | |
| Championnat de France de cross-country         | L'Équipe             | 2025-2029     | |
| Pro Athlé Tour                                 | Athlé TV             | Jusqu'en 2024 | |
| DécaNation                                     | Athlé TV             | Jusqu'en 2024 | |
| All Star Perche                                | L'Équipe             |               | |

## Natation
| Compétitions                                                   | Diffuseurs                         | Observations  |
| -------------------------------------------------------------- | ---------------------------------- | ------------- |
| Championnats du monde de natation                              | France Télévisions et Canal+ Sport | 2015-2019     |
| Championnats du monde de natation                              | France Télévisions et beIN Sports  | 2020-2021     |
| Championnats du monde de natation en petit bassin              | Canal+ Sport                       | 2014-2017     |
| Championnats du monde de natation en petit bassin              | beIN Sports                        | 2020-2021     |
| Championnats d'Europe de natation                              | France Télévisions et Eurosport    | Jusqu'en 2019 |
| Championnats d'Europe de natation                              | France Télévisions et beIN Sports  | 2020-2021     |
| Championnats d'Europe de natation en petit bassin              | Eurosport                          | jusqu'en 2019 |
| Championnats d'Europe de natation en petit bassin              | beIN Sports                        | 2020-2021     |
| Championnats de France de natation en grand et en petit bassin | beIN Sports                        | 2016 à 2021   |
| Open de France de natation                                     | beIN Sports                        | 2016 à 2021   |
| FFN Golden Tour                                                | beIN Sports                        | 2016 à 2021   |
| Coupe du monde de natation en petit bassin                     | beIN Sports                        | jusqu'en 2021 |
| International Swimming League                                  | beIN Sports                        | 2020          |

## Cyclisme

### Grand Tour
| Compétitions   | Diffuseurs                      | Période       | Observations |
| -------------- | ------------------------------- | ------------- | --- |
| Tour d'Italie  | L'Équipe                        | 2017-2020     | |
| Tour d'Italie  | Eurosport                       | 2021-2025     | Le groupe Eurosport choisit de diffuser les courses cyclistes italiennes uniquement sur l'application et le site internet d'Eurosport. |
| Tour de France | France Télévisions et Eurosport | Jusqu'en 2030 | Depuis 1982 pour France Télévisions.                                                                                                   |
| Tour d'Espagne | Eurosport                       | 2001-2030     | |

### UCI World Tour
| Compétitions                      | Diffuseurs                      | Période          | Observations |
| --------------------------------- | ------------------------------- | ---------------- | ------------ |
| Tour Down Under                   | L'Équipe                        | Depuis 2017-2020 |              |
| Cadel Evans Great Ocean Road Race | L'Équipe                        | Depuis 2017      |              |
| Tour d'Abou Dabi                  | Eurosport                       | 2021-2025        |              |
| Circuit Het Nieuwsblad            | Eurosport et L'Équipe           | Jusqu'en 2024    |              |
| Paris-Nice                        | France 3 et Eurosport           | Jusqu'en 2030    |              |
| Grand Prix de Francfort           | Eurosport                       |                  |              |
| Cyclassics de Hambourg            | Eurosport                       |                  |              |
| RideLondon-Surrey Classic         | Eurosport                       |                  |              |
| Tirreno-Adriatico                 | Eurosport                       | 2021-2025        |              |
| Milan-San Remo                    | Eurosport                       | 2021-2025        |              |
| Strade Bianche                    | Eurosport                       | 2021-2025        |              |
| Tour de Catalogne                 | Eurosport                       |                  |              |
| Grand Prix E3                     | Eurosport                       |                  |              |
| Gand-Wevelgem                     | Eurosport et L'Équipe           | Jusqu'en 2024    |              |
| Tour des Flandres                 | France 3 et Eurosport           | Jusqu'en 2024    |              |
| À travers les Flandres            | Eurosport et L'Équipe           | Jusqu'en 2024    |              |
| Tour du Pays basque               | Eurosport                       |                  |              |
| Paris-Roubaix                     | France 3 et Eurosport           | Jusqu'en 2030    |              |
| Amstel Gold Race                  | France 3 et Eurosport           | Jusqu'en 2024    |              |
| Flèche wallonne                   | France 3 et Eurosport           |                  |              |
| Liège-Bastogne-Liège              | France 3 et Eurosport           |                  |              |
| Tour de Romandie                  | L'Équipe et Eurosport           |                  |              |
| Critérium du Dauphiné             | France Télévisions et Eurosport |                  |              |
| Tour de Suisse                    | L'Équipe et Eurosport           |                  |              |
| Classique de Saint-Sébastien      | Eurosport                       |                  |              |
| Tour de Pologne                   | L'Équipe                        |                  |              |
| Renewi Tour                       | Eurosport                       |                  |              |
| Vattenfall Cyclassics             | Eurosport                       |                  |              |
| Bretagne Classic                  | France 3 et Eurosport           |                  |              |
| Grand Prix cycliste de Québec     | Eurosport                       |                  |              |
| Grand Prix cycliste de Montréal   | Eurosport                       |                  |              |
| Tour de Turquie                   | Eurosport                       |                  |              |
| Tour de Lombardie                 | Eurosport                       | 2021-2025        |              |
| Grand Prix de Plouay féminin      | France 3 et Eurosport           |                  |              |
| La course by Le Tour de France    | France Télévisions et Eurosport | 2014-2021        |              |
| Tour de France Femmes             | France Télévisions et Eurosport | 2022-2030        |              |
| La Madrid Challenge by La Vuelta  | Eurosport                       |                  |              |
| Aviva Women's Tour                | L'Équipe                        |                  |              |

### UCI Asia Tour
| Compétitions     | Diffuseurs | Période | Observations         |
| ---------------- | ---------- | ------- | -------------------- |
| Tour de Langkawi | Eurosport  |         | Résumé de 15 minutes |
| Tour d'Almaty    | Eurosport  |         |                      |
| Tour d'Oman      | Eurosport  |         |                      |
| Tour de Hainan   | Eurosport  |         |                      |

### UCI ProSeries
| Compétitions                        | Diffuseurs                             | Période       | Observations |  |
| ----------------------------------- | -------------------------------------- | ------------- | ------------ |  |
| Tour d'Andalousie                   | Eurosport                              |               |              |  |
| Classic Sud Ardèche                 | L'Équipe                               | Jusqu'en 2028 |              |  |
| Drôme Classic                       | L'Équipe                               | Jusqu'en 2028 |              |  |
| Quatre Jours de Dunkerque           | Eurosport                              |               |              |  |
| Grand Prix de l'Escaut              | Eurosport et L'Équipe                  |               |              |  |
| Route d'Occitanie                   | Eurosport                              |               |              |  |
| Tour de la Communauté valencienne   | Eurosport                              |               |              |  |
| Kuurne-Bruxelles-Kuurne             | Eurosport                              |               |              |  |
| Classic Bruges-La Panne             | Eurosport                              |               |              |  |
| Tour de Wallonie                    | Eurosport                              |               |              |  |
| Tour de Norvège                     | Eurosport                              |               |              |  |
| Arctic Race of Norway               | L'Équipe et Eurosport                  | Depuis 2014   |              |  |
| Brussels Cycling Classic            | Eurosport 1 et L'Équipe                |               |              |  |
| Grand Prix Miguel Indurain          | Eurosport                              |               |              |  |
| Grand Prix de Wallonie              | Eurosport                              |               |              |  |
| Trois vallées varésines             | Eurosport                              |               |              |  |
| Super 8 Classic                     | Eurosport                              |               |              |  |
| Tour de l'Avenir                    | Eurosport                              |               |              |  |
| Tour de Croatie                     | Eurosport                              |               |              |  |
| Tour d'Azerbaïdjan                  | Eurosport                              |               |              |  |
| Tour de Belgique                    | Eurosport                              |               |              |  |
| Tour des Alpes                      | Eurosport et L'Équipe                  |               |              |  |
| Tour de Grande-Bretagne             | Eurosport et L'Équipe                  |               |              |  |
| Tour du Piémont                     | Eurosport                              |               |              |  |
| Milan-Turin                         | Eurosport                              |               |              |  |
| Tour des Fjords                     | L'Équipe et Eurosport                  |               |              |  |
| Boucles de la Mayenne               | Eurosport et France 3 Pays de la Loire |               |              |  |
| Tour de Burgos                      | L'Équipe                               |               |              |  |
| Flèche brabançonne                  | Eurosport et L'Équipe                  |               |              |  |
| Tour du Limousin-Nouvelle-Aquitaine | L'Équipe                               | Depuis 2018   |              |  |
| Paris-Tours                         | France 3 et Eurosport                  | Jusqu'en 2030 |              |  |
| Tour de Bretagne                    | L'Équipe                               |               |              |  |

### Épreuves avec les sélections nationales
| Compétitions                                | Diffuseurs                                                | Observations |
| ------------------------------------------- | --------------------------------------------------------- | --- |
| Championnats du monde de cyclisme sur route | France Télévisions et Eurosport                           | jusqu'en 2024 |
| Championnats du monde de cyclisme sur piste | France Télévisions et Eurosport                           | jusqu'en 2024 |
| Ligue des champions de cyclisme sur piste   | Eurosport                                                 | |
| Championnats d'Europe de cyclisme sur piste | Eurosport                                                 | |
| Championnats d'Europe de cyclisme sur route | Eurosport et L'Équipe                                     | |
| Epreuve de cyclisme des Jeux européens 2015 | L'Équipe                                                  | épreuve en ligne et contre-la-montre masculin et féminin |
| Epreuve olympique de cyclisme               | France Télévisions, Groupe Canal+, Eurosport, beIN Sports | France Télévisions (2000, 2004, 2008, 2012, 2016, 2020 et 2024), Groupe Canal+ (2000, 2004, 2008 et 2016), Eurosport (2000, 2004 2008, 2020 et 2024), BeIn Sports (2012) |

### Épreuves organisées par la Fédération française
| Compétitions                                 | Diffuseurs                      | Observations |
| -------------------------------------------- | ------------------------------- | ------------ |
| Championnats de France de cyclisme sur route | France Télévisions et Eurosport | [ 88 ]       |
| Championnats de France de cyclisme sur piste | Eurosport                       | [ 88 ]       |
| Coupe de France                              | Eurosport et France 3 Régions   |              |

### VTT
| Compétitions                  | Diffuseurs                      | Observations  |
| ----------------------------- | ------------------------------- | ------------- |
| Coupe du monde de VTT         | L'Équipe et Eurosport           |               |
| Championnats du monde de VTT  | L'Équipe                        | jusqu'en 2024 |
| Championnats de France de VTT | Eurosport et France Télévisions |               |

### Cyclo-cross
| Compétitions                          | Diffuseurs                    | Observations |
| ------------------------------------- | ----------------------------- | ------------ |
| Coupe du monde de cyclo-cross         | Eurosport 1 et L'Équipe       |              |
| Championnats du monde de cyclo-cross  | Eurosport 1 et L'Équipe       |              |
| Championnats d'Europe de cyclo-cross  | Eurosport 1                   |              |
| Championnats de France de cyclo-cross | Eurosport et France 3 Régions |              |
| Coupe de France de cyclo-cross        | Sport en France               | Depuis 2021  |

## Triathlon
| Compétitions                | Diffuseurs | Observations |
| --------------------------- | ---------- | ------------ |
| Coupe du monde de triathlon | L'Équipe   |              |

## Sports d'hiver
| Compétitions                                                                 | Diffuseurs                      | Observations  |
| ---------------------------------------------------------------------------- | ------------------------------- | ------------- |
| Championnats du monde de ski alpin                                           | Eurosport et L'Équipe           | Edition 2025  |
| Championnats du monde de ski nordique                                        | Eurosport et L'Équipe           | Jusqu'en 2026 |
| Championnats du monde de snowboard et Championnats du monde de ski freestyle | Eurosport et L'Équipe           | Jusqu'en 2026 |
| Coupe du monde de ski alpin                                                  | Eurosport et L'Équipe           | Jusqu'en 2026 |
| Coupe du monde de combiné nordique                                           | Eurosport                       | Jusqu'en 2026 |
| Coupe du monde et Championnats du monde de luge                              | L'Équipe                        |               |
| Coupe du monde de bobsleigh et Championnats du monde de bobsleigh            | L'Équipe                        |               |
| Coupe du monde de saut à ski                                                 | Eurosport                       |               |
| Tournée des quatre tremplins                                                 | Eurosport                       |               |
| Grand Prix d'été de saut à ski                                               | Eurosport                       |               |
| Coupe du monde de biathlon                                                   | Eurosport et L'Équipe           | Jusqu'en 2026 |
| Championnats du monde de biathlon                                            | Eurosport et L'Équipe           | Jusqu'en 2026 |
| Coupe du monde de ski acrobatique                                            | Eurosport et L'Équipe           |               |
| Freeride World Tour                                                          | Eurosport                       |               |
| Coupe du monde de snowboard                                                  | Eurosport et L'Équipe           |               |
| SFR Freestyle tour                                                           | L'Équipe                        |               |
| Championnats du monde et Championnats d'Europe de patinage artistique        | Eurosport et France Télévisions | Jusqu'en 2024 |
| Grand Prix ISU                                                               | Eurosport                       |               |
| Trophée de France                                                            | Eurosport et France Télévisions |               |
| Championnats de France de patinage artistique                                | Aucune diffusion                |               |
| Championnats d'Europe de curling                                             | Eurosport                       |               |
| Championnats du monde de curling                                             | Eurosport                       |               |

## Football américain
| Compétition                                       | Diffuseur(s)                  | Période       | Observations |
| ------------------------------------------------- | ----------------------------- | ------------- | --- |
| Super Bowl                                        | Canal+                        | Jusqu'en 2006 | |
| Super Bowl                                        | France Télévisions            | 2007-2009     | |
| Super Bowl                                        | W9                            | 2010-2012     | |
| Super Bowl                                        | W9 et beIN Sports             | 2013-2018     | |
| Super Bowl                                        | TF1 et beIN Sports            | 2019-2020     | |
| Super Bowl                                        | L'Équipe et beIN Sports       | 2021-2023     | |
| Super Bowl                                        | M6 et beIN Sports             | 2024-2027     | |
| NFL                                               | beIN Sports                   | 2012-2026     | Le RedZone, les Thursday/Sunday/Monday Night Football ainsi que les playoffs en direct.                                                                                        |
| NFL                                               | L'Équipe                      | 2020-2023     | Une affiche tous les dimanches 19h sur le site L'Équipe et une affiche de playoffs par semaine sur la chaîne L'Équipe.                                                         |
| NFL                                               | Groupe M6                     | 2023-2026     | Un match de saison régulière diffusé le dimanche sur la plateforme M6+. Diffusion des playoffs sur W9 (3 matchs). Commentaires assurés par des journalistes de Touchdown Actu. |
| Championnat NCAA de football américain            | beIN Sports                   | Depuis 2021   | RMC Sport Jusqu'en 2019 |
| Legends Football League                           | actuellement aucune diffusion |               | |
| Championnat de France de football américain Élite | Sport en France et YouTube    |               | |

## Basketball

### NBA
| Diffuseur(s)                                                 | Période     | Observations |
| ------------------------------------------------------------ | ----------- | --- |
| Canal+                                                       | 1984-2002   | Canal+ est le diffuseur exclusif de la NBA à partir de sa création en 1984. |
| Canal+ et Sport+                                             | 2002-2004   | L'intégration de Sport+ dans le groupe Canal+ lui permet de répartir la diffusion des rencontres entre Canal+ et Sport+ proposé sur Canalsatellite. |
| Canal+ et NBA+                                               | 2004-2006   | Le 15 janvier 2004, le groupe Canal+ lance la chaîne NBA+ sur la canal 67 de Canalsatellite, version française de NBA TV. Diffusée 24 heures sur 24, la chaîne remplace Sport+ pour la diffusion de la NBA. Canalsat décide l'arrêt de la chaîne NBA+ le 1er octobre 2006. |
| Canal+, Canal+Sport, Sport+, Ma chaîne sport et Orange Sport | 2006-2012   | Le démarrage de la saison 2006-2007 de NBA le 31 octobre 2006 voit le retour du championnat sur Sport+ qui diffuse le flux de NBA TV entre 1 heure et 7 heure du matin. Canal+ et Canal+ Sport continuent de diffuser aussi le championnat en direct dans la nuit. Orange Sport et Ma chaîne sport co-diffusent les matchs en direct de 2008 à 2012. |
| beIN Sports                                                  | Depuis 2012 | Pour la première fois, Canal+ ne décroche pas les droits de diffusion de la NBA en France. beIN Sports, nouvel entrant sur le marché de la télévision payante, décroche les droits de diffusion des saisons 2012 à 2016. Selon L'Équipe, beIN Sports aurait fait une offre portant sur la diffusion intégrale du championnat à hauteur de 4,5 millions d'euros alors que Canal+ et Ma Chaîne Sport avaient chacun fait une offre portant sur une diffusion partielle à hauteur de 2 millions d'euros. |

#### NBA All-Star Game
| Diffuseur(s) | Période       | Observations |
| ------------ | ------------- | ------------ |
| Canal+       | Jusqu'en 2012 |              |
| beIN Sports  | Jusqu'en 2024 |              |

#### NBA Paris Game
| Diffuseur(s)       | Période            | Observations                    |
| ------------------ | ------------------ | ------------------------------- |
| beIN Sports        | 2020               |                                 |
| Canal+ beIN Sports | 2023, 2024 et 2025 | Co-diffusée sur Canal+ en clair |

### Basket français
| Compétition                                        | Diffuseurs                                                                 | Années                        | Observations |
| -------------------------------------------------- | -------------------------------------------------------------------------- | ----------------------------- | --- |
| Betclic Élite (anciennement Pro A puis Jeep Elite) | Canal+Sport Sport+                                                         | Jusqu'en 2015                 | 1 match par journée sur Canal+Sport 1 autre sur Sport+ En 2015, le groupe Canal+ a souhaité abandonner la diffusion du basket français à la suite de l'arrêt de Sport+ |
| Betclic Élite (anciennement Pro A puis Jeep Elite) | Ma Chaîne Sport (puis SFR Sport et RMC Sport) Numéro 23 (saison 2016-2017) | 2015-2020                     | 2 ou 3 matchs par journée Lors de la saison 2016-2017, Numéro 23 co-diffusait le match du dimanche 18h30 |
| Betclic Élite (anciennement Pro A puis Jeep Elite) | LNB TV L'Équipe Sport en France France 3 (antennes régionales)             | 2020-2021                     | 1 ou 2 affiches sur L'Équipe 1 affiche par journée sur Sport en France Tous les autres matchs gratuitement et en streaming sur la plateforme LNB TV Possibilité de diffuser quelques affiches sur les antennes régionales de France 3 |
| Betclic Élite (anciennement Pro A puis Jeep Elite) | LNB TV Sport en France France 3 (antennes régionales)                      | Depuis 2021                   | 1 affiche par journée sur Sport en France Quelques matchs sur les antennes régionales de France 3 Tous les autres matchs gratuitement et en streaming sur la plateforme LNB TV |
| Betclic Élite (anciennement Pro A puis Jeep Elite) | LNB TV beIN Sports Sport en France France 3 (antennes régionales)          | Depuis fin 2021 (14e journée) | Une affiche par jour sur beIN Sports + les principaux matchs des playoffs et l'intégralité des finales 1 affiche par journée (différente de celle de beIN Sports) sur Sport en France Quelques matchs sur les antennes régionales de France 3 dont quelques matchs des playoffs Tous les autres matchs gratuitement et en streaming sur la plateforme LNB TV |
| Betclic Élite (anciennement Pro A puis Jeep Elite) | LNB TV beIN Sports France 3 (antennes régionales)                          | 2022-2023                     | Une affiche par journée sur beIN Sports + les principaux matchs des playoffs et l'intégralité des finales Plusieurs matchs sur les antennes régionales de France 3 dont quelques matchs des playoffs Tous les autres matchs gratuitement et en streaming sur la plateforme LNB TV                                                                            |
| Betclic Élite (anciennement Pro A puis Jeep Elite) | L'Équipe Skweek.tv                                                         | Saison 2023-2024              | Intégralité des matchs sur Skweek.tv Presque 1 affiche par journée (principalement celle du dimanche après-midi) ainsi que 10 matchs de playoffs dont les finales sur L'Équipe. |
| Betclic Élite (anciennement Pro A puis Jeep Elite) | DAZN                                                                       | 2024-2029                     | En intégralité et en exclusivité Match du dimanche 19h en clair |
| Pro B                                              | Sport en France                                                            | Depuis 2020                   | Diffusion des finales d'accession en Betclic Élite 2023 sur France 3 Régions. |
| Pro B                                              | LNB TV                                                                     | Depuis 2023                   | |
| Coupe de France de basket-ball                     | Sport+                                                                     | Jusqu'en 2015                 | Seulement la finale |
| Coupe de France de basket-ball                     | L'Équipe                                                                   | Saison 2020-2021              | |
| Coupe de France de basket-ball                     | YouTube MCS Basket                                                         | Depuis 2021                   | Jusqu'au final four, diffusion des matchs sur la chaîne YouTube de la FFBB Diffusion du final four sur la plateforme MCS Basket |
| Leaders Cup de basket-ball                         | Ma Chaîne Sport (puis SFR Sport et RMC Sport)                              | Jusqu'en 2020                 | |
| Leaders Cup de basket-ball                         | L'Équipe beIN Sports                                                       | Édition 2023                  | Co-diffusion de la finale sur beIN Sports |
| Leaders Cup de basket-ball                         | L'Équipe Skweek.tv                                                         | Depuis 2024                   | Intégralité du tournoi sur Skweek.tv Demi-finales et finale sur L'Équipe |
| Leaders Cup de basket-ball                         | DAZN                                                                       | 2024-2029                     | Un quart de finale, une demi-finale et la finale en clair |
| All-Star Game LNB                                  | Sport+                                                                     | Jusqu'en 2015                 | |
| All-Star Game LNB                                  | Ma Chaîne Sport                                                            | Édition 2015                  | Rediffusion en léger différé sur L'Équipe 21 |
| All-Star Game LNB                                  | SFR Sport                                                                  | Éditions 2016 et 2017         | Rediffusion quelques jours plus tard en clair sur Numéro 23, |
| All-Star Game LNB                                  | RMC Sport                                                                  | Éditions 2018 et 2019         | |
| All-Star Game LNB                                  | beIN Sports                                                                | Depuis 2021                   | |
| All-Star Game LNB                                  | L'Équipe Skweek.tv                                                         | Depuis 2023                   | |
| All-Star Game LNB                                  | DAZN                                                                       | 2024-2029                     | Diffusé en clair |
| Match des champions                                | LNB TV                                                                     | Depuis 2021                   | |
| Ligue féminine de basket                           | Sport+                                                                     | Jusqu'en 2015                 | |
| Ligue féminine de basket                           | Ma Chaîne Sport (puis SFR Sport et RMC Sport)                              | 2015-2020                     | |
| Ligue féminine de basket                           | L'Équipe                                                                   | Saison 2020-2021              | |
| Ligue féminine de basket                           | Sport en France                                                            | Depuis 2021                   | |

### Autres compétitions
| Compétition                                  | Diffuseur(s)                                  | Observations |
| -------------------------------------------- | --------------------------------------------- | --- |
| Équipe de France de basket-ball              | Sport+                                        | Jusqu'en 2015 |
| Équipe de France de basket-ball              | Ma Chaîne Sport (puis SFR Sport et RMC Sport) | De 2015 à 2020 |
| Équipe de France de basket-ball              | L'Équipe                                      | De 2020 à 2021 |
| Équipe de France de basket-ball              | France Télévisions et beIN Sports             | Depuis 2021 |
| Équipe de France de basket-ball              | DAZN                                          | Depuis 2024 Matchs de qualifications pour l'Eurobasket 2025.                                                            |
| Équipe de France féminine de basket-ball     | Sport+                                        | Jusqu'en 2015 |
| Équipe de France féminine de basket-ball     | Ma Chaîne Sport (puis SFR Sport et RMC Sport) | De 2015 à 2020 |
| Équipe de France féminine de basket-ball     | L'Équipe                                      | De 2020 à 2021 |
| Équipe de France féminine de basket-ball     | France Télévisions et beIN Sports             | Depuis 2021 |
| Équipe de France féminine de basket-ball     | DAZN                                          | Tournoi de qualification olympique 2024                                                                                 |
| Équipe de France féminine de basket-ball     | L'Équipe                                      | Depuis 2024 Matchs de qualifications pour l'Eurobasket 2025.                                                            |
| Coupe du monde de basket-ball masculin       | Groupe Canal+ et Groupe M6                    | Jusqu'en 2021 Entre 2017 et 2021, co-diffusion sur M6 de l'éventuelle demi-finale et finale de l'équipe de France.      |
| Coupe du monde de basket-ball masculin       | France Télévisions et beIN Sports             | Depuis 2021 Co-diffusion de tous les matchs de l'Équipe de France sur France Télévisions                                |
| Championnat d'Europe de basket-ball masculin | Groupe Canal+ et Groupe M6                    | Jusqu'en 2021 Entre 2017 et 2021, co-diffusion sur M6 de l'éventuelle demi-finale et finale de l'équipe de France.      |
| Championnat d'Europe de basket-ball masculin | France Télévisions et beIN Sports             | Depuis 2021 Co-diffusion de tous les matchs de l'Équipe de France sur France Télévisions                                |
| Championnat du monde de basket-ball féminin  | Groupe Canal+ et Groupe M6                    | Jusqu'en 2021 Entre 2017 et 2021, co-diffusion sur M6 de l'éventuelle demi-finale et finale de l'équipe de France.      |
| Championnat du monde de basket-ball féminin  | France Télévisions et beIN Sports             | Depuis 2021 Co-diffusion de tous les matchs de l'Équipe de France sur France Télévisions                                |
| Championnat d'Europe de basket-ball féminin  | Groupe Canal+ et Groupe M6                    | Jusqu'en 2021 Entre 2017 et 2021, co-diffusion sur M6 de l'éventuelle demi-finale et finale de l'équipe de France.      |
| Championnat d'Europe de basket-ball féminin  | France Télévisions et beIN Sports             | Depuis 2021 Co-diffusion de tous les matchs de l'Équipe de France sur France Télévisions                                |
| EuroLeague                                   | Sport+                                        | Jusqu'en 2013 |
| EuroLeague                                   | beIN Sports                                   | De 2013 à 2017 |
| EuroLeague                                   | SFR Sport (puis RMC Sport)                    | De 2017 à 2021 |
| EuroLeague                                   | EuroLeague TV L'Équipe                        | Saison 2021-2022 Co-diffusion des meilleures affiches (dont 10 matchs de l'ASVEL) sur L'Équipe                          |
| EuroLeague                                   | Skweek.tv L'Équipe                            | Depuis 2022 Co-diffusion de quelques affiches des clubs français et de la finale sur L'Équipe.                          |
| EuroLeague                                   | Skweek.tv et TV Monaco                        | Depuis 2024 Skweek.tv diffuse l'intégralité de la compétition alors que TV Monaco co-diffuse les matchs de l'AS Monaco. |
| EuroCup                                      | beIN Sports                                   | De 2013 à 2017 |
| EuroCup                                      | SFR Sport (puis RMC Sport)                    | De 2017 à 2021 |
| EuroCup                                      | EuroLeague TV                                 | Saison 2021-2022 |
| EuroCup                                      | Skweek.tv                                     | Depuis 2022 |
| Basketball Champions League                  | Canal+ Sport                                  | Jusqu'en 2021 |
| Basketball Champions League                  | LNB TV                                        | De 2022 à 2023 Affiches françaises + 1 autre match par journée et le Final Four                                         |
| Basketball Champions League                  | DAZN                                          | De 2023 à 2025 Affiches des clubs français                                                                              |
| FIBA Europe Cup                              | SFR Sport                                     | Saison 2016-2017 Affiches françaises de la phase finale                                                                 |
| FIBA Europe Cup                              | Aucun diffuseur                               | Depuis 2017 |
| Euroligue féminine de basket-ball            | Sport en France                               | 2021-2022 Matchs du Basket Landes                                                                                       |
| Euroligue féminine de basket-ball            | Skweek.tv                                     | Depuis 2022 |
| Eurocoupe féminine de basket-ball            | Sport en France                               | Saison 2022-2023 Matchs du Tango Bourges Basket                                                                         |
| Championnat d'Espagne de basket-ball         | MCS Basket                                    | |
| Coupe du Roi de basket-ball                  | MCS Basket                                    | |
| Supercoupe d'Espagne de basket-ball          | MCS Basket                                    | |
| Championnat d'Italie de basket-ball          | MCS Basket                                    | |
| Coupe d'Italie de basket-ball                | MCS Basket                                    | |
| Supercoupe d'Italie de basket-ball           | MCS Basket                                    | |
| Championnat NCAA de basket-ball              | RMC Sport                                     | Jusqu'en 2018 |
| Championnat NCAA de basket-ball              | beIN Sports                                   | De 2018 à 2021 |
| Championnat NCAA de basket-ball              | MCS Basket                                    | Depuis 2022 |
| Championnat de Turquie de basket-ball        | MCS Basket                                    | |

## Baseball
| Compétition                         | Diffuseur(s) | Observations |
| ----------------------------------- | ------------ | ------------ |
| Major League Baseball               | beIN Sports  |              |
| Classique mondiale de baseball 2023 | beIN Sports  |              |

## Handball

### Ligue nationale de handball
| Compétition                 | Diffuseur(s) | Observations       |
| --------------------------- | ------------ | ------------------ |
| Lidl Starligue              | beIN Sports  | 2019-2026          |
| Coupe de la Ligue masculine | beIN Sports  | 2019-2023          |
| Trophée des Champions       | beIN Sports  | 2019-2023          |
| Proligue                    | beIN Sports  | 2019-2023 (Final4) |
| Hand Star Game              | beIN Sports  | 2019-2023          |

### Ligue féminine de handball
| Compétition                 | Diffuseur(s)    | Période     | Observations |
| --------------------------- | --------------- | ----------- | ------------ |
| Championnat de France - LFH | beIN Sports     | 2012-2019   |              |
| Championnat de France - LFH | Sport en France | 2019-2023   |              |
| Championnat de France - LFH | beIN Sports     | depuis 2023 |              |

### Fédération française de handball
| Compétition                | Diffuseur(s) | Période    | Observations |
| -------------------------- | ------------ | ---------- | --- |
| Équipe de France masculine | beIN Sports  | 2017-2021  | En 2018, co-diffusion de deux matchs par W9 lors de la deuxième phase de la Golden League. Co-diffusion par L'Équipe d'un match de qualification à l'Euro 2020 (en) en 2018, de deux matchs de Golden League en 2020 puis des matchs de qualification à l'Euro 2022 (en) en 2021. En mars 2021, TMC diffuse en exclusivité les matchs de l'équipe de France lors du TQO 2020. |
| Équipe de France féminine  | beIN Sports  | 2017-2021  | Eurosport a diffusé le Tournoi qualificatif olympique féminin 2016. Co-diffusion par L'Équipe en 2020 et 2021,. |
| Coupe de France masculine  | L'Équipe     | 2017-2021, | |
| Coupe de France féminine   | L'Équipe     | 2017-2021  | Diffusion de la finale uniquement en 2021, également co-diffusée par BeIn Sports. |

### Compétitions internationales
| Compétition                      | Diffuseur(s)           | Période        | Observations |
| -------------------------------- | ---------------------- | -------------- | --- |
| Ligue des champions masculine    | beIN Sports            | 2012-2020      | beIN Sports diffuse les matchs des clubs français et le (Final4) jusqu'en 2020. La finale de la saison 2017/2018 a été co-diffusée par TFX. |
| Ligue des champions masculine    | Eurosport              | 2020-2026      | Diffusion des matchs sur les canaux additionnels numériques, certains matchs des équipes françaises sont diffusés sur les canaux linéaires d'Eurosport. |
| Ligue des champions féminine     | beIN Sports            | 2012-2020      | beIN Sports diffuse 72 matches dont les clubs français jusqu'en 2020. |
| Ligue des champions féminine     | Eurosport              | 2020-2026      | Diffusion des matchs sur les canaux additionnels numériques, certains matchs des clubs français sont diffusés sur les chaînes télés. |
| Ligue européenne masculine       | Eurosport              | 2020-2026      | Diffusion des rencontres des clubs français. |
| Ligue européenne féminine        | Eurosport              | 2020-2026      | Diffusion des rencontres des clubs français. |
| Championnat d'Allemagne masculin | beIN Sports            | Jusqu'en 2017  | 2 matchs par semaine en direct |
| Championnat d'Espagne masculin   | Pas de diffuseur       |                | |
| Championnat du monde masculin    | beIN Sports Groupe TF1 | Jusqu'en 2025, | - Phase finale co-diffusée, en cas de présence de la France : France Télévisions (2009, 2011) Groupe TF1 : (2015, 2017) - Jusqu'à 5 matchs des Bleus co-diffusées : Groupe TF1 : (2019, 2021, 2023) |
| Championnat du monde féminin     | beIN Sports Groupe TF1 | Jusqu'en 2025, | - Finale co-diffusée en cas de présence de la France : France Télévisions : (1999. 2003, 2009, 2011) - Demi-finale et finale co-diffusées, en cas de présence de la France : France Télévisions : (2015) Groupe TF1 : (2017) - Jusqu'à 5 matchs des Bleues co-diffusées : Groupe TF1 : (2019)                                                            |
| Championnat d'Europe masculin    | beIN Sports Groupe TF1 | Jusqu'en 2024  | - Demi-Finale et Finale co-diffusées, en cas de présence de la France : France Télévisions : (2014, 2016) - 1 quart de finale, 1 demi-finale, la petite finale et la finale co-diffusés : Groupe M6 : (2018) - 3 matchs des phases de poules, la demi-finale et la finale co-diffusés, en cas de présence de la France : Groupe TF1 : (2020, 2022, 2024) |
| Championnat d'Europe féminin     | beIN Sports Groupe TF1 | Jusqu'en 2024  | - Demi-finale et finale co-diffusées en (cas de présence de la France) : France Télévisions : (2016) - 1 match du tour principal, 1 demi-finale et la finale co-diffusés : Groupe TF1 : (2018) - 3 matchs des phases de poules, demi-finale et finale co-diffusés (en cas de présence de l’Équipe de France) : Groupe TF1 : (2020, 2022, 2024)           |

## Volley-ball
| Compétitions                                | Diffuseurs                | Observations                                                                       |  |
| ------------------------------------------- | ------------------------- | ---------------------------------------------------------------------------------- |  |
| Ligue A masculine                           | beIN Sports               | Depuis 2022                                                                        |  |
| Ligue A féminine                            | LNV TV                    | Depuis 2021                                                                        |  |
| Coupe de France masculine de volley-ball    | beIN Sports               | Depuis 2025                                                                        |  |
| Coupe de France féminine de volley-ball     | beIN Sports               | Depuis 2025                                                                        |  |
| Ligue des champions masculine               | beIN Sports (depuis 2025) | Sport en France 2021 - 2024                                                        |  |
| Ligue des champions féminine                | beIN Sports               | depuis 2025                                                                        |  |
| Championnat du monde des clubs masculin     | Aucun diffuseur           | Demi-finales et finale en 2018 sur L’Equipe                                        |  |
| Ligue des nations masculine                 | L'Équipe                  | Tous les matches de l'équipe de France sur Eurosport en 2019                       |  |
| Championnat du monde masculin               | L'Équipe                  | Matches de l'équipe de France sur la chaîne et phases finales sur le site en 2018, |  |
| Championnat du monde féminin                | L'Équipe                  | Demi-finales et finale en 2018,                                                    |  |
| Championnat d'Europe masculin               | L'Équipe                  | L'édition 2019 en exclusivité sur L'Équipe                                         |  |
| Championnat d'Europe féminin                | L'Équipe                  | Diffusion sur le site l'Équipe en 2019,                                            |  |
| Tournoi de qualification olympique masculin | L'Équipe                  | Rio 2016 et Tokyo 2020                                                             |  |

## Hockey sur glace

### Compétitions internationales et étrangères

#### Ligne nationale de hockey (NHL)
| Diffuseur(s)                                            | Période   | Observations |
| ------------------------------------------------------- | --------- | --- |
| Canal+                                                  | 1997-2005 | TV Sport puis Eurosport diffuse la NHL jusqu'en 1997, mais c'est Canal+ qui débute la diffusion en direct des matches de NHL en novembre 1997 et la finale qui co-diffuse en clair sur TF1 en 1998 pour commenté par Vincent Hardy. |
| Canal+ et Canal+ Sport                                  | 2006-2009 | La diffusion de la NHL est étendue à Canal+ Sport à partir de la saison 2006-2007. |
| Canal+, Canal+ Sport et Sport+                          | 2009-2015 | La diffusion de la NHL est également étendue à Sport+ à partir de la saison 2009-2010. Les play-offs de finale sont diffusés en direct sur Canal+ dans la nuit puis rediffusés dans la journée sur Canal+ Sport. Certains matches de finale sont diffusés sur Sport+ en lieu et place de Canal+ pour la saison 2014-2015.                                                                             |
| Canal+ (Stanley Cup) et Canal+ Sport (Saison régulière) | 2015-2022 | La suppression de Sport+ en 2015 cause le retour à la situation qui prévalait entre 2006 et 2009. La chaîne cryptée a renouvelé son contrat en août 2016 jusqu'en 2019. 2 matchs sont diffusés par semaine en différé la nuit sur Canal+ Sport et l'intégralité de la Stanley Cup (phase finale de la compétition) est diffusée en direct sur Canal+. En 2019, le contrat est prolongé jusqu'en 2022. |
| Aucun                                                   | 2022-2023 | En 2022, les droits de diffusion ne sont pas renouvelé par Canal+. La compétition reste donc sans diffuseur lors de la saison 2022-2023. |
| beIN Sports                                             | 2023-     | Le 7 septembre 2023, beIN obtient les droits de diffusion. La chaîne diffuse 2 matchs en VF par semaine, 1 match par jour en VO, le meilleur des séries éliminatoires et l'intégralité de la Coupe Stanley. |

Les matchs des étoiles (All-Star Games)  sont diffusés par le Groupe Canal+ de 2006 à 2022 puis par beIN Sports depuis 2023.

#### Autres compétitions
| Compétition                                                   | Diffuseur(s)            | Période     | Observations                                                                             |
| ------------------------------------------------------------- | ----------------------- | ----------- | ---------------------------------------------------------------------------------------- |
| Championnat du monde de hockey sur glace                      | Groupe Canal+, L'Équipe |             | L'Équipe diffuse les matchs de la France pour l'édition 2018                             |
| Coupe Spengler                                                | Eurosport               | 2009 à 2013 | Eurosport était le diffuseur unique de la Coupe Sprengler pour les éditions 2009 à 2013. |
| Coupe Spengler                                                | L'Équipe                | Depuis 2016 | L'Équipe est désormais le diffuseur exclusif de l'événement.                             |
| Hockey sur glace à l'Universiade d'hiver                      | Eurosport               |             |                                                                                          |
| Ligue des champions de hockey sur glace                       | L'Équipe                |             | Tous les matchs des clubs français, et la finale.                                        |
| Match de l'Équipe de France                                   | L'Équipe                |             | L'Équipe diffuse certain matchs amicaux de préparation de l'équipe de France             |
| Tournoi de qualification olympique de hockey sur glace hommes | L'Équipe                |             | JO Pyeongchang 2018 (Diffusion des matchs de la France)                                  |

### Compétitions françaises
| Compétition     | Diffuseur(s)        | Période     | Observations |
| --------------- | ------------------- | ----------- | --- |
| Coupe de France | L'Équipe et Fanseat |             | Diffusion de la coupe de France dès les 16e de finale sur la plteforme internet Fanseat, la finale sur L'Équipe excepté en 2017 où la finale est diffusée par France Ô (en clair) et Canal+ Sport (en crypté). |
| Ligue Magnus    | TF1                 | 1994-1995   | Certains matches du championnat de France de hockey sur glace 1994-1995 ont été diffusés sur TF1, commentés notamment par Vincent Hardy.                                                                       |
| Ligue Magnus    | Eurosport           | 2003-2004   | La chaîne Eurosport a aussi assuré la diffusion de certains matches du championnat de France en 2003-2004. |
| Ligue Magnus    | Sport+              | 2004-2013   | Sport+ était le diffuseur exclusif du championnat de France entre 2004 et 2013. |
| Ligue Magnus    | L'Équipe et Fanseat | Depuis 2013 | Diffusion de toute la saison sur la plateforme internet Fanseat (saison régulière + playoffs), un match par mois ainsi que la finale des playoffs sur L'Équipe.                                                |
| Winter Game     | L'Équipe et Fanseat |             | Match en direct. |

## Golf
| Compétitions             | Diffuseurs    | Observations |
| ------------------------ | ------------- | ------------ |
| Ryder Cup                | Groupe Canal+ | 2016-        |
| The Open Championship    | Groupe Canal+ | 2016-        |
| US Open                  | Groupe Canal+ | 2016-        |
| The Masters              | Groupe Canal+ | 2016-        |
| Championnat de la PGA    | Groupe Canal+ | 2016-        |
| PGA European Tour        | Groupe Canal+ | 2016-        |
| World Golf Championships | Groupe Canal+ | 2016-        |
| PGA Tour                 | Groupe Canal+ | 2016-        |
| The Evian Championship   | Groupe Canal+ | 2016-        |
| Open de France Féminin   | Groupe Canal+ |              |
| LPGA Tour                | Golf Channel  |              |
| Solheim Cup              | Golf Channel  |              |
| Asian Tour               | Golf Channel  |              |

## Voile
| Compétitions              | Diffuseurs                                  | Observations |
| ------------------------- | ------------------------------------------- | --- |
| Vendée Globe              | France 3 et L'Équipe                        | |
| Transat Jacques Vabre     | L'Équipe                                    | |
| Route du Rhum             | L'Équipe                                    | |
| SailGP                    | Groupe Canal+                               | |
| Coupe de l'America        | Groupe Canal+                               | |
| Barcelona World Race      | Groupe Canal+                               | |
| Extreme Sailing Series    | Eurosport                                   | |
| Tour de France à la voile | France Télévisions L'Équipe et Canal+ Sport | L'Équipe propose de larges résumés de 30 minutes le matin à 9h. France Télévisions propose sur ses antennes de courts résumés de 5 minutes. |

## Équitation
| Compétitions                | Diffuseurs                                                                         | Observations |
| --------------------------- | ---------------------------------------------------------------------------------- | --- |
| Global Champions Tour       | Eurosport                                                                          | |
| Global Champions Tour       | beIN Sports                                                                        | depuis 2025 |
| Longines Coupe du monde FEI | RMC Sport                                                                          | depuis 2018 (à noter que le Jumping international de Bordeaux est co-diffusé par beIN Sports) |
| Coupe des Nations FEI       | RMC Sport                                                                          | depuis 2018 |
| Winter Equestrian Festival  | Eurosport                                                                          | |
| Jeux équestres mondiaux     | France Télévisions et Equidia                                                      | Jusqu'en 2014 |
| Courses hippiques           | Equidia Live (tous les jours), le Groupe M6 pour les grands prix et RMC Découverte | jusqu'en juin 2020. 6play diffuse quotidiennement le quinté du jour, tandis que M6 co-diffuse le Prix d'Amérique et le Prix de l'Arc de Triomphe avec Paris Première, qui lui retransmet d'autres grandes courses comme le Grand Prix de France. RMC Découverte diffuse le quinté+ tous les jours dès le mois de juin 2020. |
| Étoiles de Pau              | beIN Sports et France 3 Nouvelle-Aquitaine                                         | |

## Judo
| Compétitions                               | Diffuseurs                             | Observations       |
| ------------------------------------------ | -------------------------------------- | ------------------ |
| Championnats du monde                      | L'Équipe (depuis 2022)                 | Eurosport 2 (2021) |
| 5 Tournois du Grand Chelem                 | Eurosport 2                            | 2021-              |
| Masters mondial                            | Eurosport 2                            | 2021-              |
| Championnats d’Europe des clubs            | L'Équipe                               |                    |
| Championnats d'Europe                      | L'Équipe                               | Jusqu'en 2020      |
| Championnats de France par équipes de judo | Sport en France (chaîne de télévision) | Depuis 2021        |
| Championnats de France de judo             | Sport en France (chaîne de télévision) | Depuis 2021        |

## Boxe
| Compétitions                                               | Diffuseurs                                                            | Observations          |  |
| ---------------------------------------------------------- | --------------------------------------------------------------------- | --------------------- |  |
| Championnats du monde de boxe WBA, WBC, IBF, WBO           | Eurosport (depuis 2022), Groupe Canal+, beIN Sports RMC Sport et DAZN | Anciennement L'Équipe |  |
| Championnats du monde de boxe amateur                      | Eurosport                                                             | depuis 2021           |  |
| Les différents Championnats d'Europe de Boxe professionnel | RMC Sport ou L'Équipe                                                 |                       |  |
| Les différents Championnat de France de boxe professionnel | RMC Sport                                                             |                       |  |
| World series of boxing                                     | RMC Sport                                                             |                       |  |
| Combats de Tony Yoka                                       | Canal+                                                                | Depuis 2017           |  |
| Combats de Estelle Mossely                                 | L'Équipe                                                              | 2018-2020             |  |
| Combats de Estelle Mossely                                 | Canal+                                                                | 2021                  |  |
| Combats de Estelle Mossely                                 | Eurosport                                                             | 2022                  |  |

## Catch
| Compétitions      | Diffuseurs                | Période       | Observation               |
| ----------------- | ------------------------- | ------------- | ------------------------- |
| Raw               | AB1                       |               | 1h30 pour AB1             |
| NXT               | AB1                       |               | 1h30 pour AB1             |
| Smackdown         | AB1                       |               | 1h30 pour AB1             |
| WWE pay-per-views | AB1                       | jusqu'en 2019 | aucun diffuseur en France |
| Impact Wrestling  | Aucun diffuseur en France |               |                           |
| AEW Dynamite      | Toonami                   | Depuis 2019   |                           |

## Kickboxing
| Compétitions       | Diffuseurs            | Observation   |
| ------------------ | --------------------- | ------------- |
| Glory World Series | L'Équipe et RMC Sport | Jusqu'en 2019 |
| Enfusion Live      | L'Équipe              | Jusqu'en 2019 |
| Kickboxing Talents | L'Équipe et RMC Sport | Jusqu'en 2019 |

## Arts martiaux mixtes (MMA)
| Compétitions                   | Diffuseurs    | Observation                                      |
| ------------------------------ | ------------- | ------------------------------------------------ |
| Ultimate Fighting Championship | RMC Sport     | Jusqu'en 2027                                    |
| Ultimate Fighting Championship | L'Équipe      | UFC Classiques : diffusion des meilleurs combats |
| ARES Fighting Championship     | Groupe Canal+ | Jusqu'en 2027                                    |

## Gymnastique
| Compétitions                                    | Diffuseurs | Période   | Observation |
| ----------------------------------------------- | ---------- | --------- | ----------- |
| Championnats du monde de gymnastique artistique | RMC Sport  | 2017-2024 |             |
| Championnats du monde de gymnastique rythmique  | RMC Sport  | 2017-2024 |             |
| Coupe du monde FIG                              | RMC Sport  | 2017-2024 |             |

## Pétanque
| Compétitions                          | Diffuseurs              | Période       | Observation               |  |
| ------------------------------------- | ----------------------- | ------------- | ------------------------- |  |
| Trophée des Villes                    | L'Équipe                | 2015-2019     |                           |  |
| Masters de pétanque                   | L'Équipe                | 2016-2019     | Eurosport 1 (depuis 2024) |  |
| Coupe de France des Clubs de Pétanque | L'Équipe                |               |                           |  |
| Championnats du monde de pétanque     | L'Équipe                | jusqu'en 2019 |                           |  |
| Mondial la Marseillaise à pétanque    | France 3 Provence-Alpes | jusqu'en 2022 |                           |  |

## Sports mécaniques

### Formule 1
| Diffuseur(s)                                                                               | Période   | Observations |
| ------------------------------------------------------------------------------------------ | --------- | --- |
| TF1 Canal+                                                                                 | 1987-1990 | Puis co-diffuse les deux ou trois autres grands-prix sur M6 et Canal+ entre 1987 et 1988 puis TV Sport et Eurosport ou encore les grands-prix en intégralité sur TMC puis sur MCM. |
| La Cinq                                                                                    | 1991-1992 | Les dirigeants de La Cinq engagent des négociations dès juin 1990 pour diffuser la Formule 1 et décrochent un contrat de diffusion en exclusivité des 16 grands-prix par saison jusqu'en 1993. La couverture importante que propose La Cinq (essais, warm-ups, qualifications...) enregistre une très bonne audience malgré les difficultés des autres programmes de la chaîne. Devant ce succès, la chaîne renouvelle son contrat dès septembre 1991 et le prolonge jusqu'en 1998. La faillite de la chaîne et sa disparition le 12 avril 1992 l'annule de facto puis co-diffuse avec l'un de ses 2 chaînes entre TV Sport et Eurosport ou encore le grand-prix de Monaco, le grand-prix de France et les autres grands-prix sur TMC jusqu'en 1993. |
| TF1                                                                                        | 1992-2012 | À la disparition de La Cinq, TF1 récupère les droits de diffusion de la Formule 1 et renouvelle ses contrats régulièrement jusqu'en 2012. Par exemple, en octobre 2005, TF1 renouvelle son accord avec la FOM, chargée de la distribution de droits, pour diffuser la Formule 1 jusqu'en 2007. Ce contrat, supérieur à 12 millions d'euros selon L'Équipe, accorde la diffusion des grands-prix à TF1 et des essais libres et de qualification à Eurosport, à l'époque intégré au sein du Groupe TF1 puis co-diffuse en intégralité avec Eurosport jusqu'en 1996 et Kiosque jusqu'en 2002 ou encore Monté-Carlo TMC puis TMC diffuse le grand-prix de Monaco en direct de 1994 à 2002 et en 2004.                                                    |
| Canal+ et C8 (2017 : Grand Prix de Monaco, qualifications en différé et courses en direct) | 2013-2017 | Canal+ décroche en mars 2013 les droits de diffusion de la Formule 1 jusqu'en 2015 et diffuse son premier Grand Prix, celui de Melbourne le 17 mars 2013. Canal+ aurait acquis ces droits pour une trentaine de millions d'euros. TF1 avait annoncé ne pas vouloir faire de surenchère du fait de la baisse continuelle de la part d'audience de la Formule 1 sur ses antennes. Canal+ renouvelle en novembre 2015 son contrat pour deux saisons et demeure diffuseur exclusif jusqu'en 2017. À noter que Canal+ Sport diffuse les essais libres et les qualifications en direct. |
| Canal+ et TF1 (4 Grands Prix en 2018 et 2019 et 2 Grands Prix en 2020)                     | 2018-2020 | Canal+ renouvelle son contrat en mai 2017 pour deux saisons et demeure diffuseur exclusif jusqu'en 2020. À la suite du retour du Grand Prix de France, qui doit être diffusé en clair, TF1 achète en septembre 2017 un lot de quatre Grands Prix. La chaîne aura la possibilité de diffuser le Grand Prix de France, celui de Monaco et deux autres au choix. Par ailleurs, la chaîne pourra utiliser les images des différents Grands Prix dans les émissions sportives du groupe, dont Automoto. En 2020, les Grand Prix de France et de Monaco sont annulés en raison de la crise sanitaire et TF1 diffusent les Grands Prix du Portugal et d'Émilie-Romagne en clair sur la chaîne TMC.                                                          |
| Canal+ et C8 (4 Grands-Prix en clair)                                                      | 2021-2022 | Liberty Media, propriétaire de la Formule 1, et Canal+ renouvellent leur partenariat jusqu'en 2022. Le groupe acquiert également le lot permettant de diffuser 4 Grands-Prix (dont France) en clair sur l'une de ses antennes, également jusqu'en 2022. Il peut choisir de proposer Canal+ en clair aux non-abonnés ou mettre en place un second dispositif pour couvrir l'évènement sur sa chaîne de la TNT C8. D'ailleurs, contrairement au précédent lot en clair, le Grand-Prix de Monaco n'en fait pas obligatoirement parti. |
| Groupe Canal+                                                                              | 2023-2029 | Canal+ prolonge les droits jusqu'en 2029, ainsi que 4 Grands-Prix en clair |

### Autres compétitions
| Compétitions                                                                       | Diffuseurs                                                                                   | Observations                         |
| ---------------------------------------------------------------------------------- | -------------------------------------------------------------------------------------------- | ------------------------------------ |
| Formule 2                                                                          | Groupe Canal+                                                                                | Jusqu'en 2029                        |
| Formule 3                                                                          | Groupe Canal+                                                                                | Jusqu'en 2029                        |
| W Series                                                                           | Groupe Canal+                                                                                | 2021-2022                            |
| GP Explorer                                                                        | Chaîne Twitch de Squeezie                                                                    | Depuis 2022                          |
| GP Explorer                                                                        | France 2 et France 4                                                                         | Édition 2025                         |
| Formule E                                                                          | Sport+ puis Canal+ Sport                                                                     | 2014 - 2017,                         |
| Formule E                                                                          | Eurosport et Canal+ Sport C8 ou CStar pour 6 courses en clair par saison                     | 2017-2020                            |
| Formule E                                                                          | Eurosport L'Équipe ou Le site L'Équipe en clair                                              | Depuis 2021                          |
| Rallye Dakar                                                                       | France Télévisions et Eurosport                                                              | Jusqu'en 2023                        |
| Rallye Dakar                                                                       | L'Équipe et Eurosport ou encore France 3 dans Tout le sport et Stade 2                       | 2024-2030                            |
| MotoGP                                                                             | Eurosport (Grand Prix de France co-diffusé sur France 3)                                     | Jusqu'en 2018                        |
| MotoGP                                                                             | Canal+ (Grand Prix de France et un 2e Grand-prix début ou fin, co-diffusé sur C8 puis CStar) | 2019-2029.                           |
| Moto2                                                                              | Eurosport                                                                                    | Jusqu'en 2018                        |
| Moto2                                                                              | Groupe Canal+                                                                                | 2019-2029                            |
| Moto3                                                                              | Eurosport                                                                                    | Jusqu'en 2018                        |
| Moto3                                                                              | Groupe Canal+                                                                                | 2019-2029                            |
| Superbike                                                                          | Eurosport                                                                                    | Jusqu'en 2028                        |
| WTCR                                                                               | Eurosport                                                                                    | Jusqu'en 2018                        |
| Championnat d'Europe des rallyes                                                   | Eurosport                                                                                    | Jusqu'en 2021                        |
| Championnat du monde de motocross                                                  | Automoto La chaîne et Eurosport                                                              |                                      |
| World Endurance Championship (WEC)                                                 | L'Équipe et Eurosport                                                                        |                                      |
| 24 Heures du Mans                                                                  | RTF puis ORTF                                                                                | 1953-1974                            |
| 24 Heures du Mans                                                                  | TF1                                                                                          | 1975-1989                            |
| 24 Heures du Mans                                                                  | La 5                                                                                         | 1990-1991 puis TF1 (1992)            |
| 24 Heures du Mans                                                                  | M6                                                                                           | 1993-1994                            |
| 24 Heures du Mans                                                                  | France Télévisions Eurosport                                                                 | 1995-2020                            |
| 24 Heures du Mans                                                                  | L'Équipe Eurosport                                                                           | Depuis 2021                          |
| Championnat du monde d'endurance moto                                              | L'Équipe                                                                                     | Jusqu'en 2021                        |
| 24 Heures du Mans Moto                                                             | L'Équipe Eurosport                                                                           | Depuis 2021                          |
| Championnat de France de rallycross                                                | Sport en France (chaîne de télévision)                                                       | depuis 2021                          |
| Race Of Champions                                                                  | Canal+ (depuis 2022)                                                                         | Anciennement Eurosport (2015-2021)   |
| Tourist Trophy de l'Ile de Man                                                     | Eurosport                                                                                    |                                      |
| Enduropale du Touquet Pas-de-Calais (anciennement Enduro du Touquet jusqu'en 2005) | France 3 Nord-Pas-de-Calais/Picardie, L'Équipe et Motors TV, Automoto la chaîne ,            |                                      |
| 24 Heures Camion                                                                   | L'Équipe                                                                                     |                                      |
| Championnat du monde de rallycross                                                 | L'Équipe                                                                                     | jusqu'en 2020                        |
| WRC                                                                                | Sport+ et Canal+ Sport                                                                       | 2012-2014                            |
| WRC                                                                                | L'Équipe                                                                                     | 2015-2018                            |
| WRC                                                                                | Canal+ Sport                                                                                 | 2019-2030                            |
| Supercross de Bercy                                                                | Aucun diffuseur                                                                              | Anciennement L'Équipe                |
| Red Bull X-Fighters                                                                | Aucun diffuseur                                                                              | Anciennement L'Équipe et RMC Sport 4 |
| Trophée Andros                                                                     | Sport+                                                                                       | 2012-2015                            |
| Trophée Andros                                                                     | L'Équipe                                                                                     | 2015-2019                            |
| Trophée Andros                                                                     | Canal+ Sport                                                                                 | 2019-2030                            |
| Championnat du monde Red Bull de course aérienne                                   | Aucun diffuseur                                                                              | Anciennement RMC Sport 4             |
| Championnat américain de supercross                                                | Aucun diffuseur                                                                              | Anciennement RMC Sport 4             |
| NASCAR                                                                             | Automoto La chaîne                                                                           |                                      |
| Monster Jam                                                                        | Automoto La chaîne L'Équipe                                                                  | Anciennement MCM                     |
| IndyCar                                                                            | Canal+ Sport                                                                                 | Jusqu'en 2029                        |
| European Le Mans Series                                                            | Aucun diffuseur                                                                              |                                      |

## Snooker
| Compétitions                     | Diffuseurs | Période     | Observation |
| Darts                            | Eurosport  |             |             |
| -------------------------------- | ---------- | ----------- | ----------- |
| Championnats du monde de snooker | Eurosport  |             |             |
| Coupe du monde de snooker        | Eurosport  | depuis 2003 |             |
| Tournois de classement           | Eurosport  |             |             |

## Surf
| Compétitions                 | Diffuseurs         | Période      | Observation |
| ---------------------------- | ------------------ | ------------ | ----------- |
| World Championship Tour      | RMC Sport          |              |             |
| Championnat du monde de Surf | France Télévisions | édition 2017 |             |

## Sports Extrême
| Compétitions                       | Diffuseurs  | Observations                       |                                                                                             |
| ---------------------------------- | ----------- | ---------------------------------- | ------------------------------------------------------------------------------------------- |
| Winter X Games                     | RMC Sport   |                                    |                                                                                             |
| Summer X Games                     | RMC Sport   |                                    |                                                                                             |
| Red Bull Cliff Diving World Series | L'Équipe    | Anciennement RMC Sport             |                                                                                             |
| FISE Montpellier                   | L'Équipe    | Anciennement RMC Sport             |                                                                                             |
| Crashed Ice                        | Red Bull TV | Anciennement RMC Sport et L'Équipe | RMC Sport 4 diffuse l'ensemble de la saison et L'Équipe diffuse certaines étapes en différé |
| World Chase Tag                    | L'Équipe    |                                    |                                                                                             |